# Puits sacré nuragique

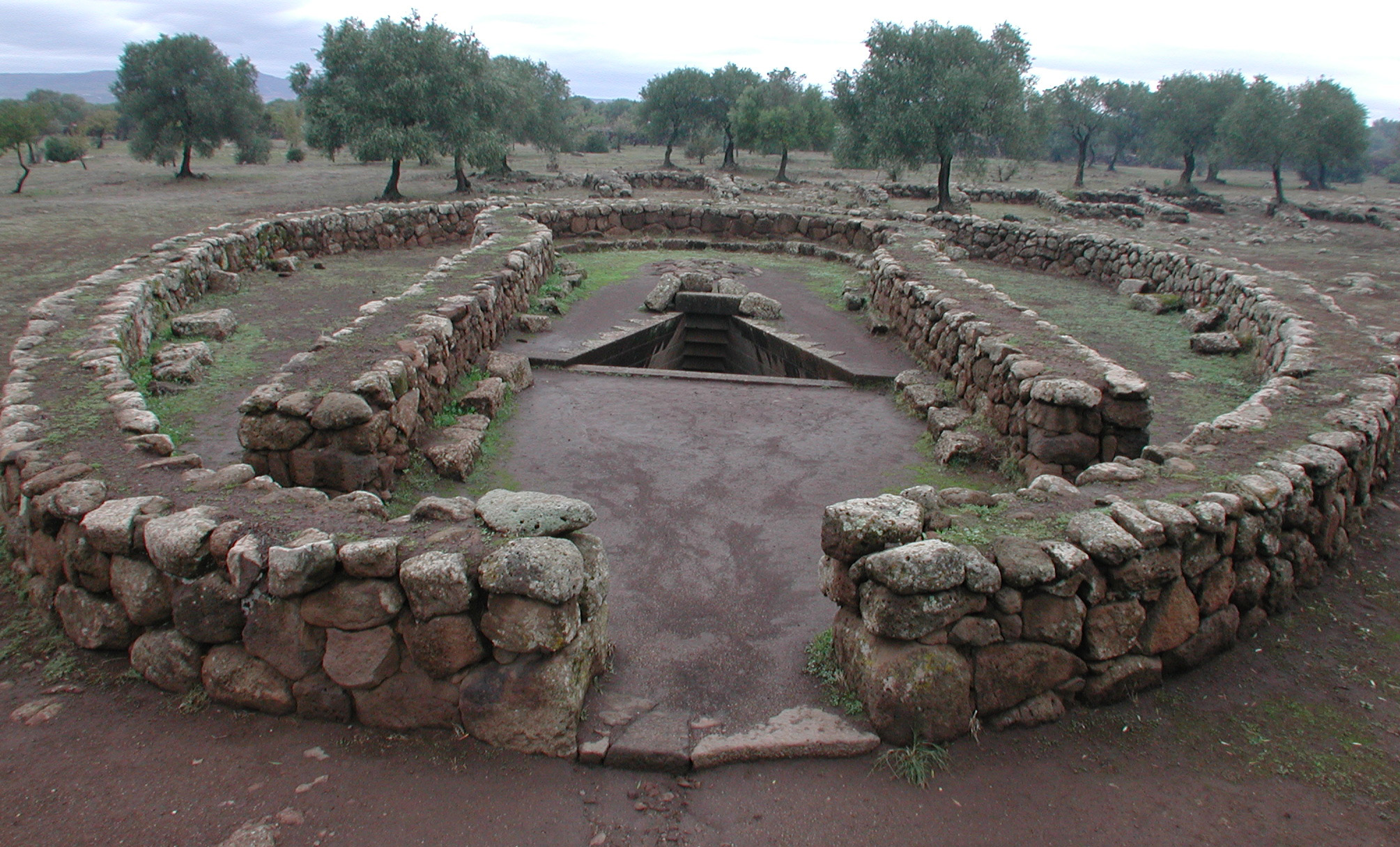
Puits sacré situé à Santa Cristina di Paulilatino.

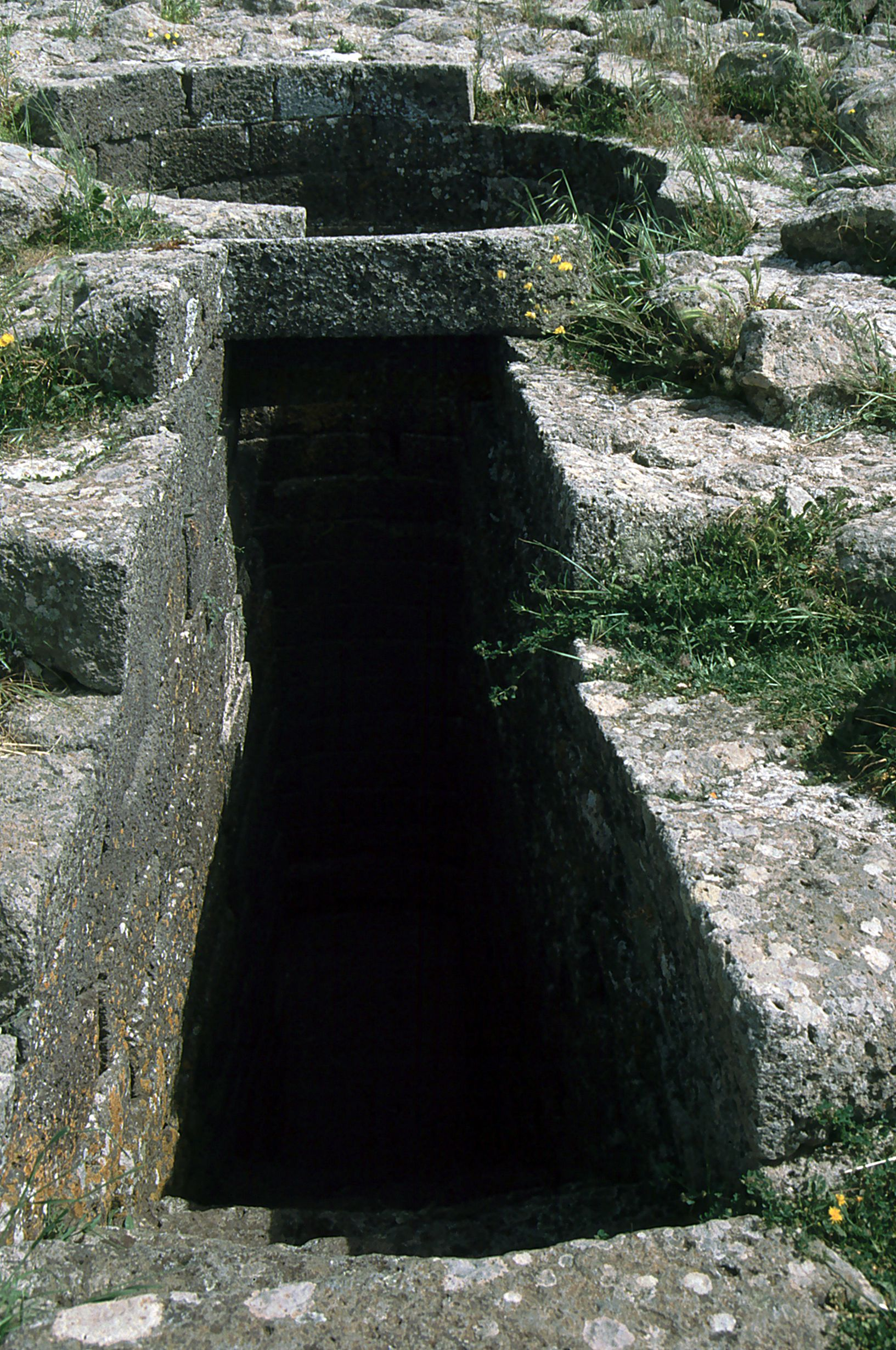
Puits sacré situé au sanctuaire nuragique de Santa Vittoria di Serri.

Le puits sacré nuragique désigne une structure souterraine et cultuelle particulière présente en Sardaigne à l'époque de la culture nuragique, qui était destinée à l'âge du bronze au culte de l'eau et a laissé des vestiges nombreux et très bien conservés au XXIe siècle,,,.

## Description
La structure architecturale de ces puits est considérée comme l'une des plus élaborées de Sardaigne offrant un exemple spectaculaire de la maîtrise du peuple nuragique, mieux connu depuis le XXIe siècle grâce aux archéologues.
Présente dans toute l'île, avec les tombeaux des géants et les temples de la culture nuragique cette structure témoigne de l'esprit profondément religieux des sardes de la civilisation nuragique.

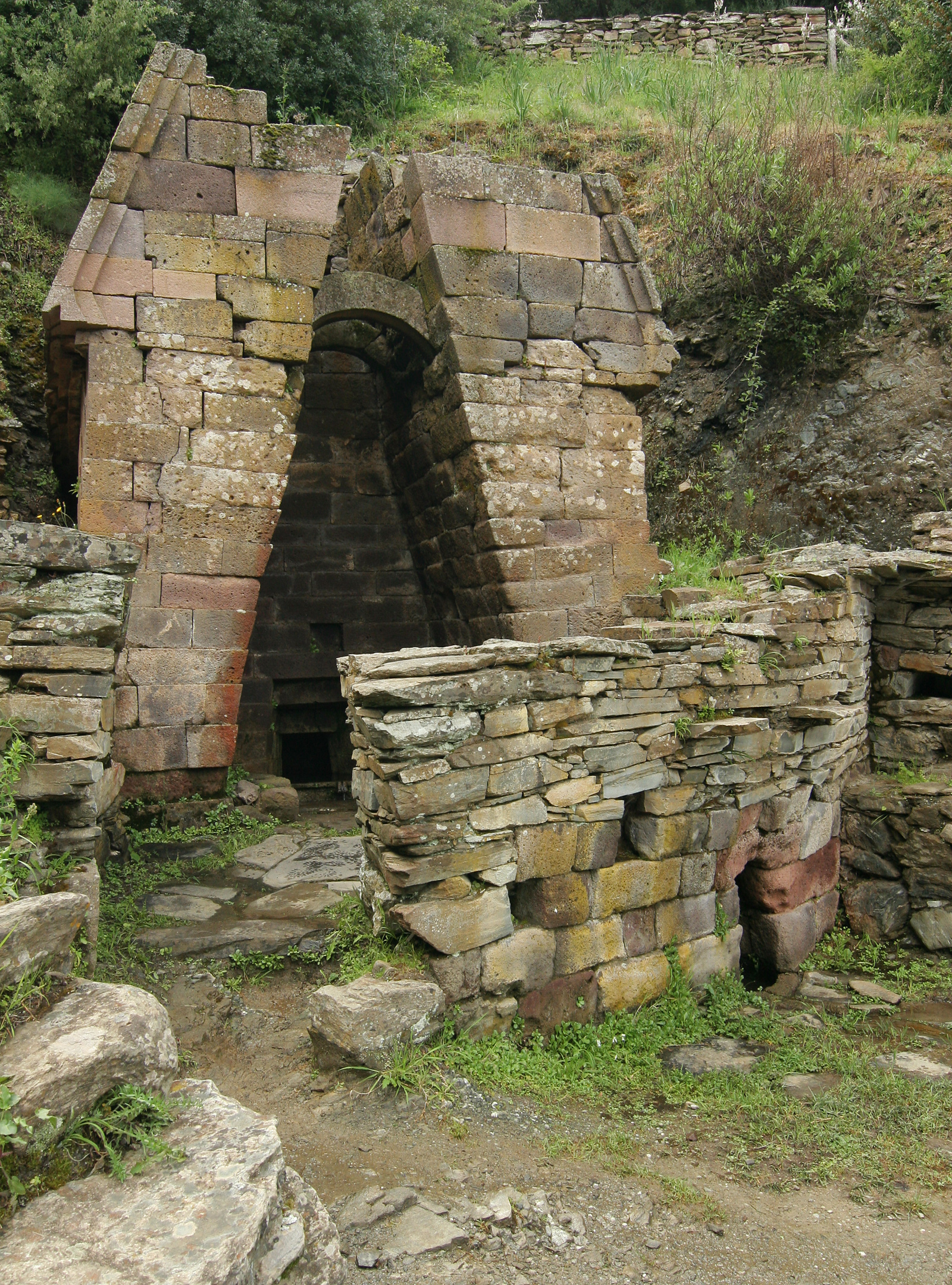
La source sacrée situé à Su Tempiesu d'Orune est souvent considérée comme un modèle architectural des temples du culte de l'eau

La Sardaigne, les temples de l'eau sacrée peuvent être classés en trois types :
- les puits sacrés, bordés de pierre et creusés à différentes profondeurs qui permettent de collecter l'eau souterraine ;
- les sources sacrées, bassins ou chambres en pierre de surface destinées à recueillir l'eau de source. Certaines ont des structures très élaborées qui les rendent semblables à des puits sacrés, par exemple Su Tempiesu di Orune considéré comme un prototype de l'architecture des temples, sources et puits d'eau sacrée ;
- les bâtiments circulaires, souvent dotés d'un atrium rectangulaire, sans alimentation directe en eau souterraine ou de source. Y étaient célébrés des cultes de l'eau sacrée de l'âge du bronze tardif et final.

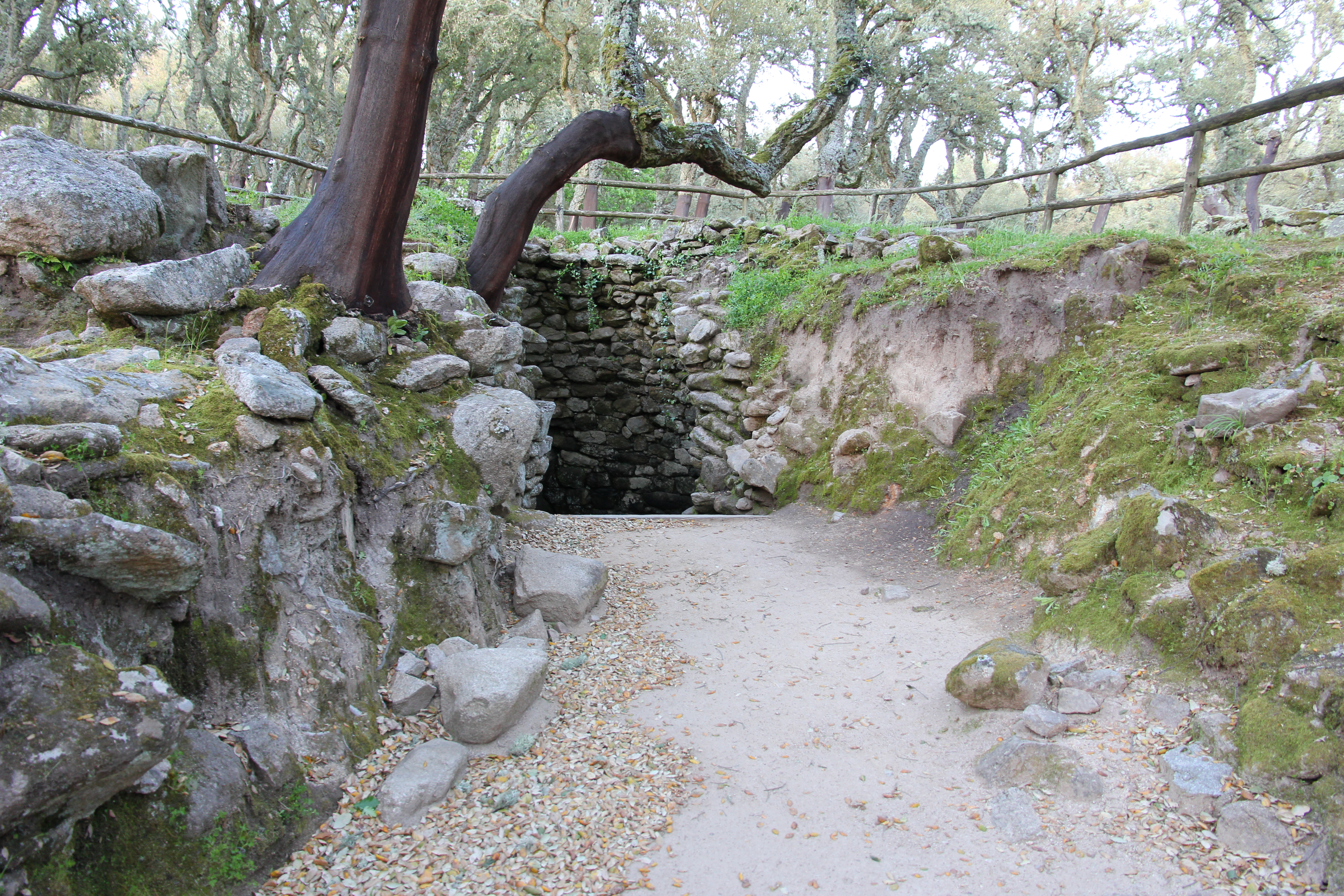
La vaste source sacrée située au complexe nuragique découvert à Su Romanzesu

Les puits sacrés, pour la plupart, sont construits sur un terrain plat ou presque, tandis que les sources sont souvent au contraire adossées à un terrain très en pente comme celui de Su Tempiesu,.
Les puits ont tendance à avoir une structure plus élaborée et plus majestueuse que les sources, bien que dans certains cas, il soit difficile de les distinguer. Les sources sont généralement équipées de structures dites semi-elliptiques, avec un atrium dans la partie avant et souvent une petite chambre en arrière, desservis par des ouvrages hydrauliques simples mais bien formés, comme des canaux en pierre, parfois reliés par des câbles en plomb. Dans les puits, l'atrium est parfois absent, ou l'escalier réduit à quelques marches, voire remplacé par un plan incliné allant de l'atrium à la chambre voûtée. Il existe des temples d'eau sacrée considérés comme « hybrides », à mi-chemin entre le puits et la source comme celui de Su Romanzesu di Bitti, classé comme source par Webster et comme puits par la chercheuse Anna Depalmas.
Les rotondes n'ont été attribuées que récemment au culte de l'eau. D'autres bâtiments nuragiques avec un plan circulaire plus modeste, un siège périphérique et un bassin en pierre au centre ont été définis comme rotonde.

## Répartition géographique
Les temples de l'eau sacrée sont présents sur toute l'île. Les chercheurs en ont déduit que les raisons de leur construction, dictées par des considérations sociales, étaient très répandues, avec des cultes très adaptables à différentes situations.

## Puits et sources

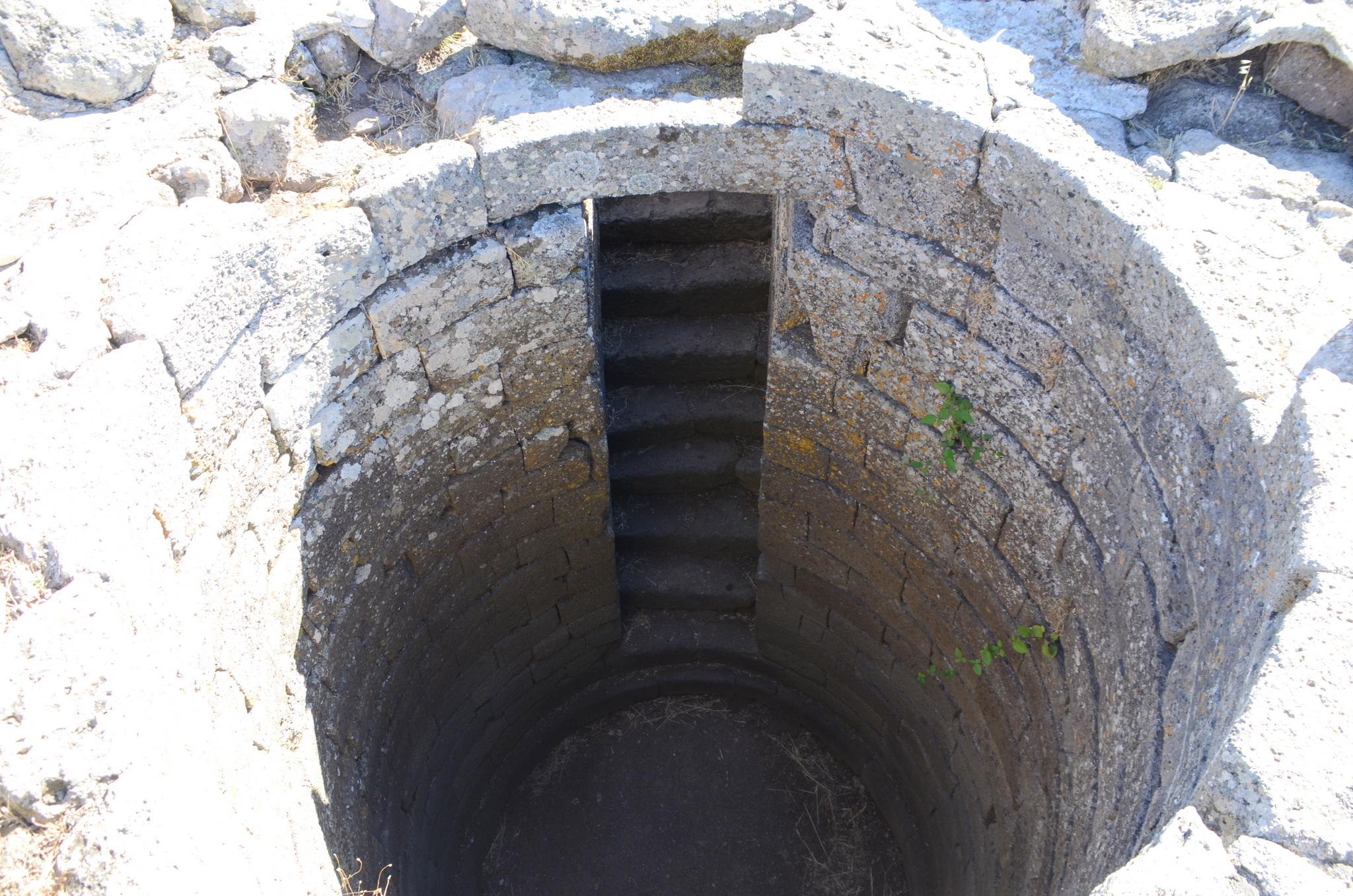
Le tambour du puits situé à Santa Vittoria di Serri, réalisé en travail isodomique

Fadda (2014) retient le chiffre de 60 puits et 50 sources ;
Dans la communauté scientitique, la chercheuse Anna Depalmas recense en 2014 en tout 51 puits et 24 sources ;
Webster (2014) décrit lui 40 puits et 26 sources.
Les sources sacrées sont minoritaires parmi les temples d'eau sacrée, sans lien avec les conditions hydrogéologiques, ce qui pour les chercheurs pose la question des raisons de ce choix.
À Santa Vittoria di Serri, premier sanctuaire nuragique du centre de la Sardaigne, le puits n'atteint pas la nappe phréatique. Il est alimenté par des trous dans la maçonnerie qui recueillent l'eau de pluie, le sanctuaire ne semblant pas développé autour du puits sacré. mais antérieur. Dans le puits d'Is Clamoris à Escalaplano, l'eau provient également de la rivière voisine.
Ce qui comptait pour la population de l'époque n'était pas tant la source d'eau que l'emplacement choisi pour la construction du temple. En Sardaigne, il existe également des sources d'eaux minérales et effervescentes et d'autres sources à gros débit et constant qui n'ont pas été transformées en temples. Cependant, de nombreux puits sacrés sont liés à des sources, comme celui de Funtana Coberta à Ballao, rélié à un aquifère peu profond mais abondant: lors des fouilles, il a fallu des pompes pour contrôler les inondations.

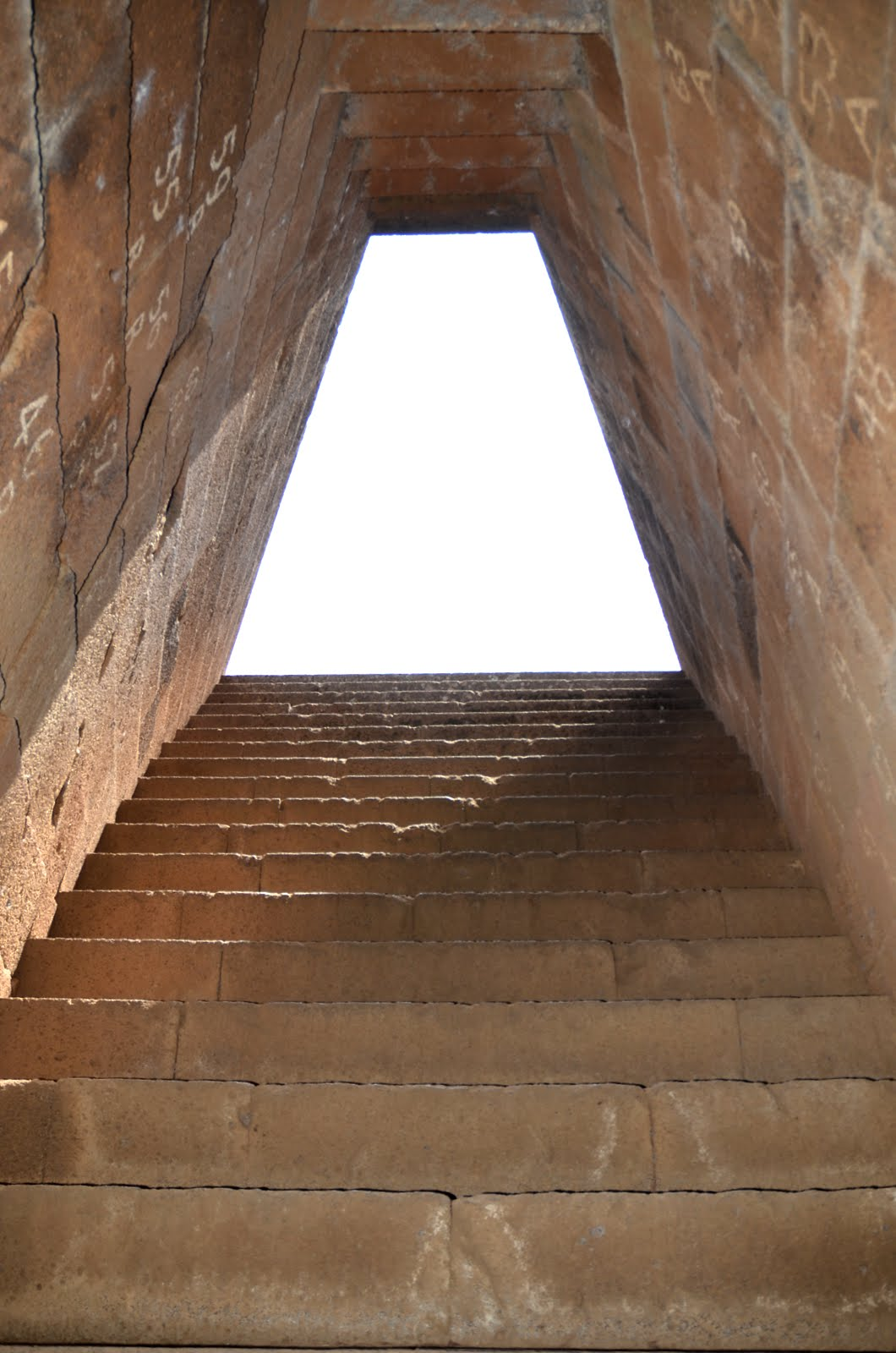
Grand escalier menant au puits situé à Santa Crisitina.

Le puits creusé, équipé d'une chambre souterraine, pourrait avoir conféré un grand prestige aux sanctuaires. Sur les huit nuragiques connus, six ont un puits sacré et les deux autres des sources sacrées très élaborées qui les rendent similaires aux puits : la source du sanctuaire nuragique de Gremanu libère l'eau d'une citerne construite comme un puits et celle du complexe nuragique de Romanzesu est recouverte d'une tholos, avec marches d'accès. Ce pourrait être la profondeur elle-même qui donnait une valeur, car permettant d'atteindre le monde souterrain, faisant du culte de l'eau un possible culte de divinités souterraines, peut-être liées à la terre mère.

## Architecture
Le schéma architectural des puits sacrés se compose de trois éléments significatifs :
- le puits proprement dit (le tonneau ou tambour), c'est-à-dire la structure de support de forme cylindrique ou presque, réalisée avec des pierres de taille et recouverte par une tholos généralement souterraine ou dépassant légèrement le niveau du sol. Dans la partie inférieure, un bassin collecte l'eau et, dans de nombreux cas, un trou couvert donne accès à la nappe phréatique ;
- l'escalier d'accès à toit à marches inversées, qui maintient la hauteur du passage plus ou moins constante et se rétrécit généralement vers le bas ;
- l'atrium (vestibule) rectangulaire avec des sièges en pierre sur les ailes, avec souvent un canal pour vidanger l'eau du puits et un autel.

L'escalier est souvent un exemple du raffinement de l'architecture nuragique, comme au puits de Santa Cristina, dans le complexe nuragique de Santa Cristina. En revanche, le puits Tatinu de Nuxis présente un escalier en maçonnerie polygonale très grossier mais comportant 28 marches et deux architraves.

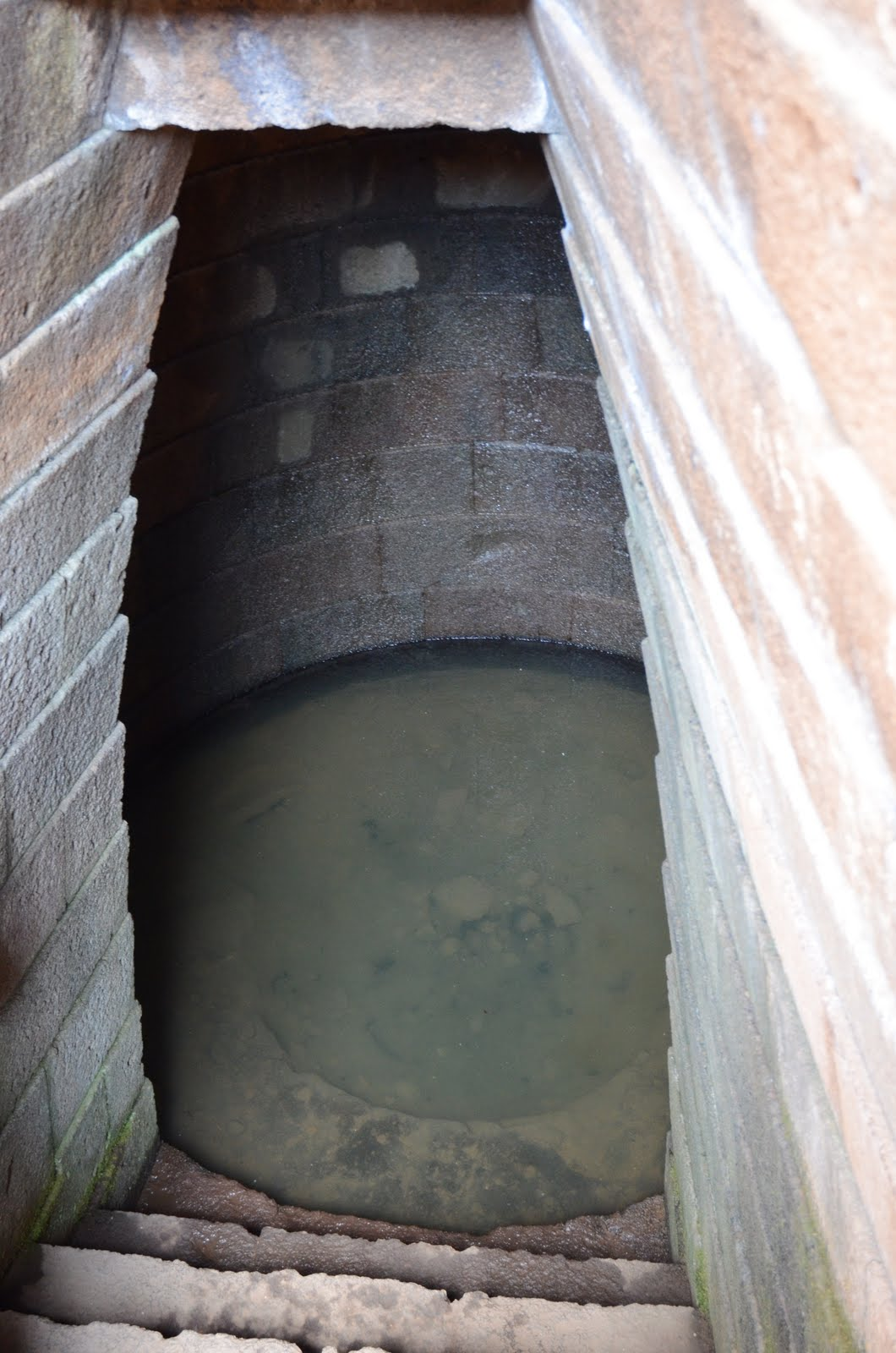
Chambre du puits situé à Santa Cristina avec son vaste bassin de décantation.

Le fond du fût du puits a un bassin décantation pour les impuretés afin de garder l'eau claire.
La tholos des puits sacrés est réalisée par la technique de la fausse voûte, en général sans utilisation de mortier ou autres liants. Chaque rangée de pierres était placée en position saillante, plus près du centre de la fausse voûte que la rangée inférieure. Des éléments d'accrochage ont été trouvés dans de nombreux puits. Ils ont été conçus en versant du plomb dans des joints spécifiques ciselés dans les parties internes des pierres de taille lithiques cachées, en alternant les joints.
Les pierres de taille qui composent le tonneau et la tholos peuvent être mal travaillées (maçonnerie polyédrique), ce qui semble s'adapter facilement aux formes familières des constructions nuragiques. C'est le cas pour les puits de Funtana Coberta à Ballao et Is Pirois à Villaputzu. Parfois c'est parfaitement équarri en travail isodomique ou semi-isodomique comme à Santa Vittoria di Serri, Santa Cristina di Paulilatino et Sant'Anastasia di Sardara.

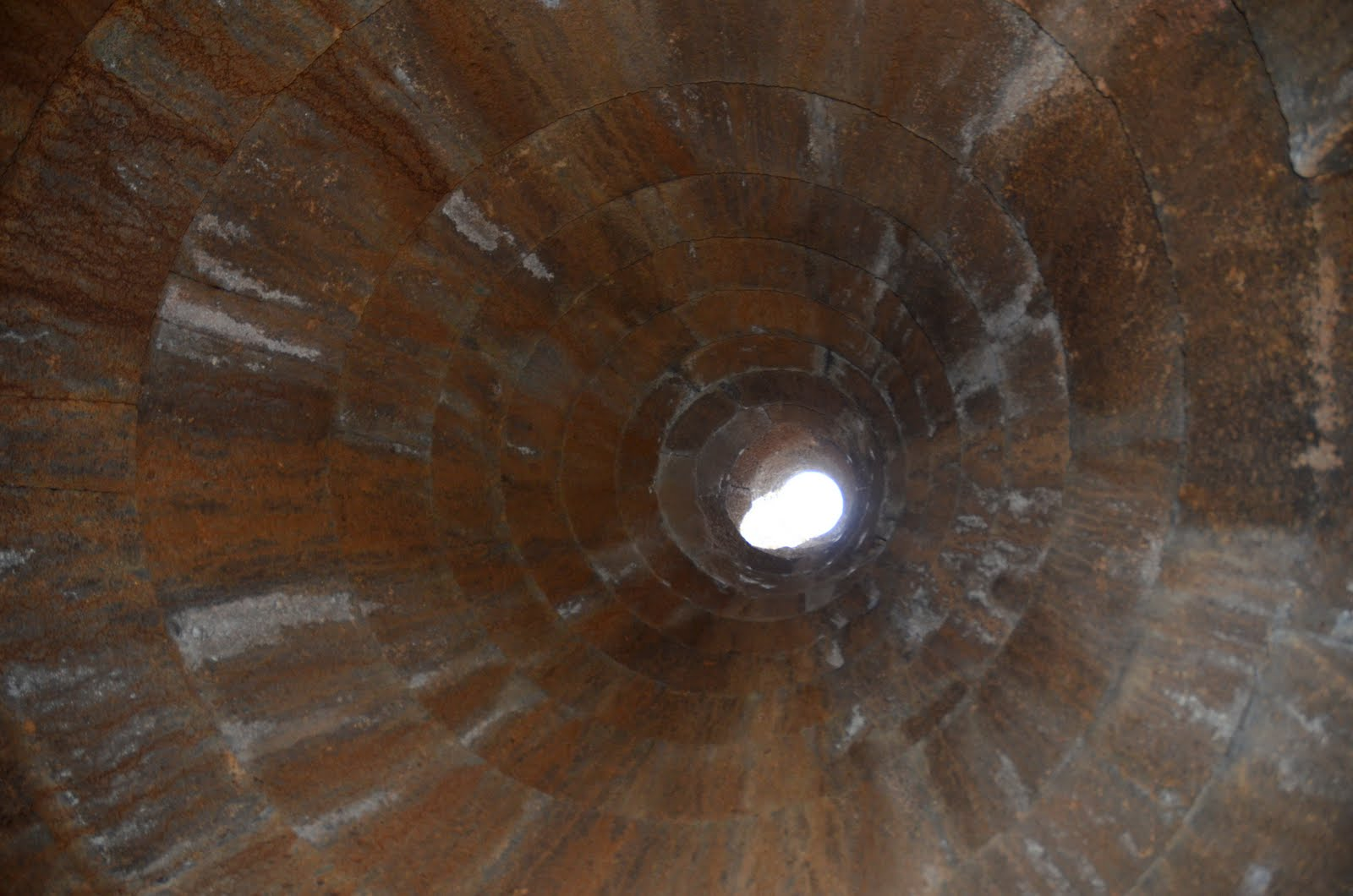
Tholos du puits sacré situé à Santa Cristina, réalisé en maçonnerie isodomique.

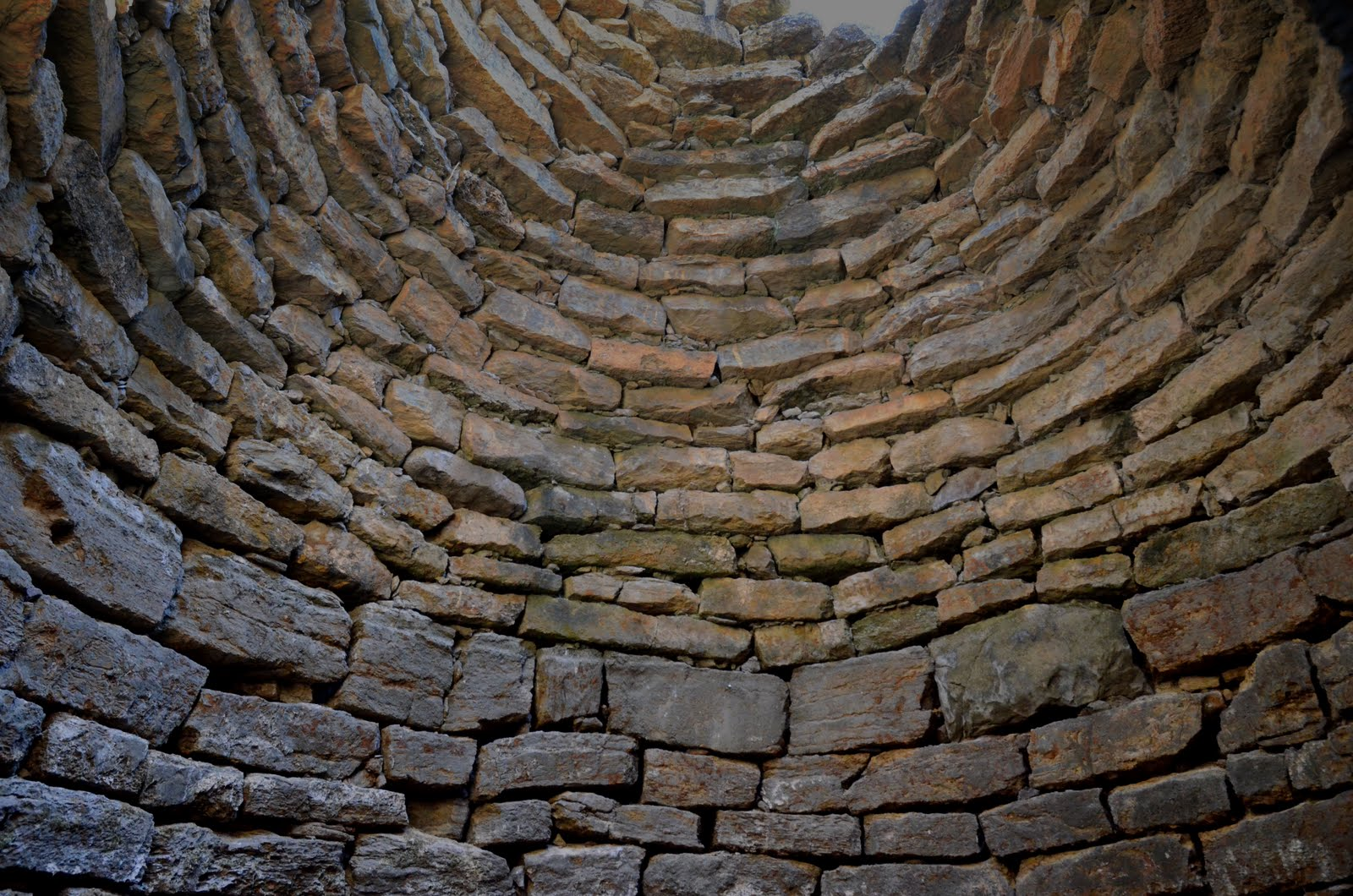
Tholos du puits sacré situé à Funtana Coberta, réalisé en maçonnerie polygonale

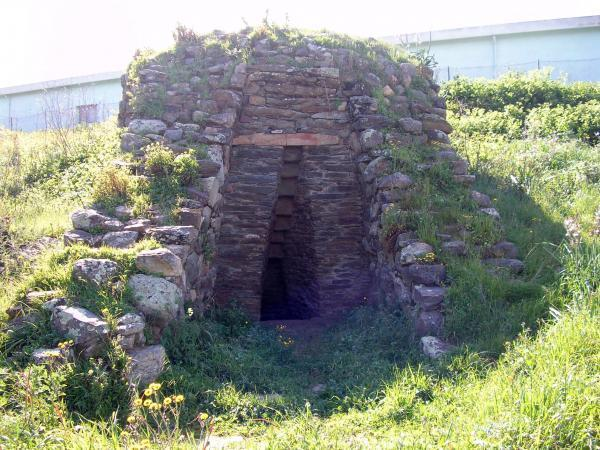
Le puits sacré du Pirois est lui doté d'une structure surélevée bien conservée

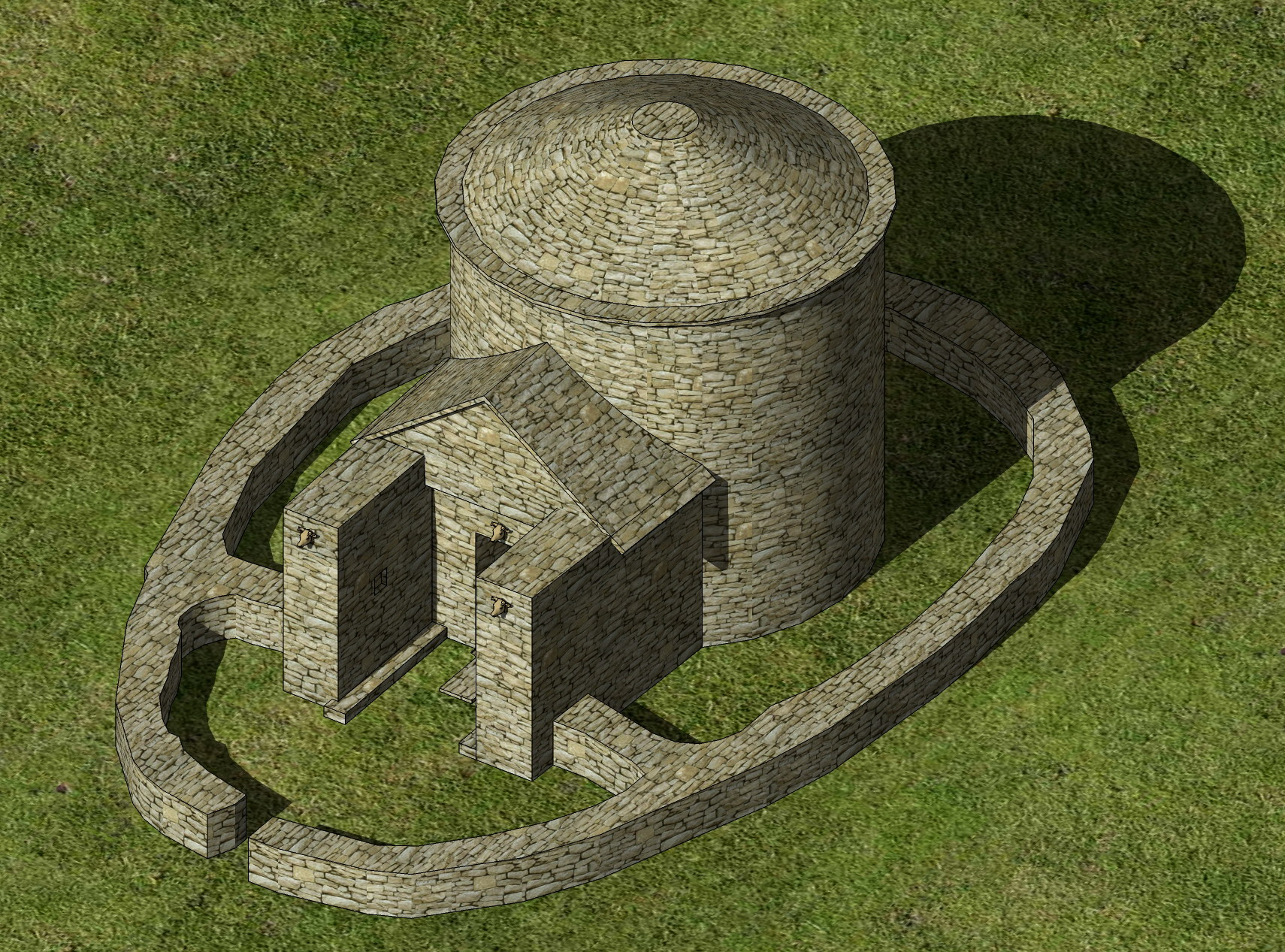
Hypothèse reconstructive du puits sacré situé à Funtana Coberta de Ballao

Les caractéristiques de la construction de certains puits sacrés de Sardaigne sont les pierres de taille en forme de T ou en forme de coin, qui permettent d'avoir une face rectiligne vers le puits (le tiret horizontal du T), concave ou convexe, et incliné vers l'intérieur ou vers l'extérieur, fini et travaillé, avec le pédoncule caché dans la zone d'appui du sol autour du puits lui-même. Cette technique garantit l'aspect isodomique de la maçonnerie du puits mais aussi une bonne étanchéité de la face supportant le sol.

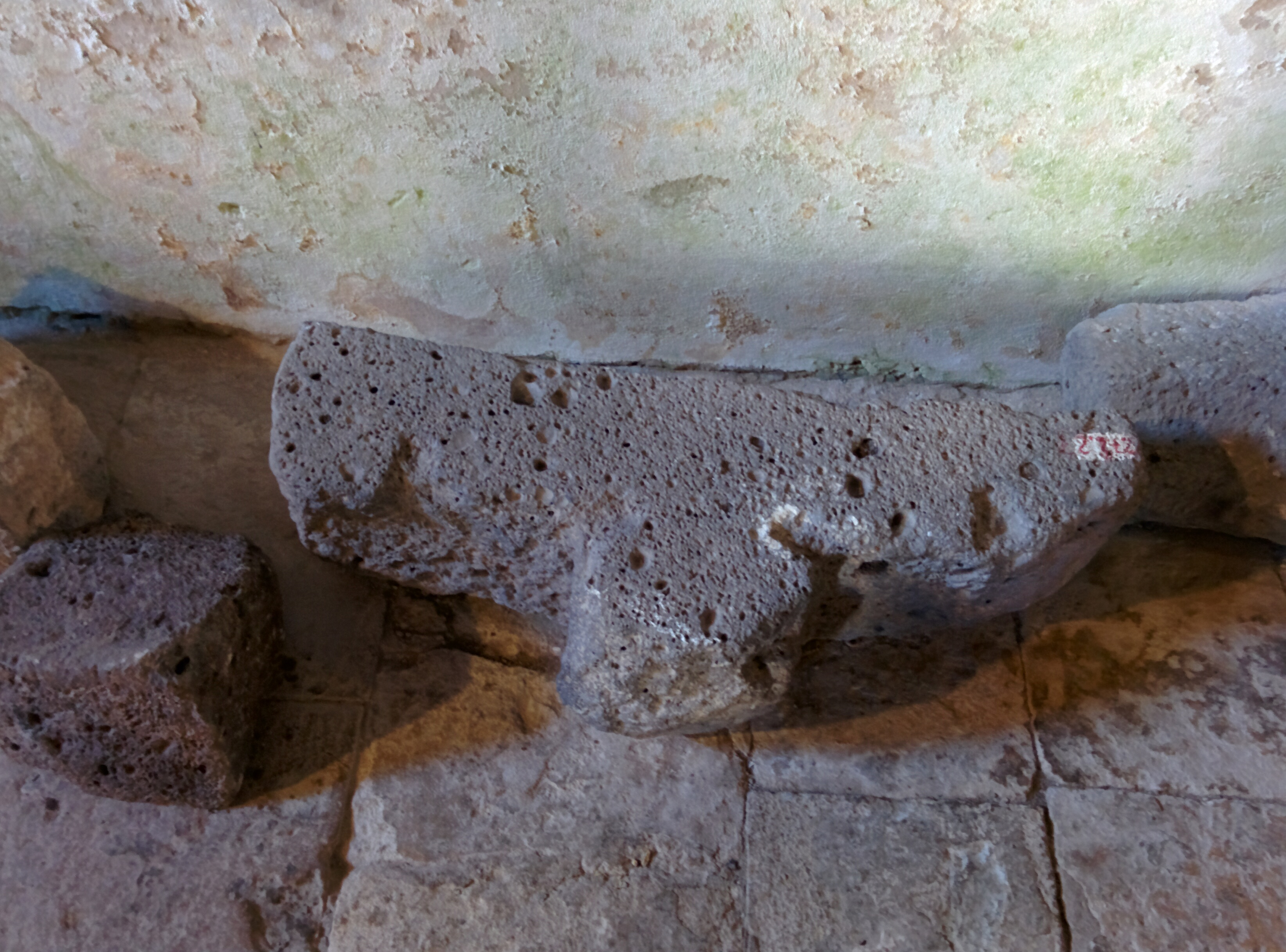
Bloc de basalte en forme de T - Santa Anastasia de Sardara

Bien que la maçonnerie isodomique soit présente dans certains édifices sacrés de Sardaigne, cette technique semble surtout accorder une importance particulière à l'engagement économique et à l'esthétique et non liée à l'époque de sa construction comme l'avait supposé Giovanni Lilliu. Elle serait liée plutôt à l'ouvrabilité de la pierre utilisée pour la construction. Selon Webster, à Santa Cristina di Paulilatino, l'impression émerge que ce bâtiment n'est pas sarde, car il semble exécuté avec une technique qui lui est profondément étrangère. C'est également le cas pour le puits sacré de Predio Canopoli de Perfugas et d'autres puits qui mettent en valeur des compétences de construction extraordinaires et une ambition vers une perfection symétrique inconnue dans la tradition nuragique. Concernant ce puits, Antonio Taramelli avait estimé en 1924 que « l'ensemble de la construction [...] surprend par sa maîtrise incomparable du travail : la précision et l'harmonie des lignes, la précision de la coupe des blocs individuels, la perfection du les connexions entre les pierres, la régularité des différentes assises et la saillie de chacune d'elles suggèrent une capacité technique inégalée [...] rien de mieux que cela ne peut être vu dans n'importe quel bâtiment, ancien ou moderne ».
Le vestibule ou atrium a normalement une forme rectangulaire ou trapézoïdale, avec des bancs sur les deux ailes servant également de surface d'appui pour les ex-voto ou les objets liturgiques. Souvent les murs qui délimitent l'atrium présentent dans leur épaisseur de petites niches rectangulaires ou trapézoïdales, probablement utilisées pour déposer les offrandes. On suppose que le vestibule était couvert d'un toit à double pente, qui aurait pu être une structure en bois recouverte de paille ou, comme dans Su Tempiesu, avec des blocs carrés obliques et une crête ornée d'épées votives fixées avec des pièces moulées en plomb. Le sol du vestibule comporte presque toujours un canal de drainage généralement tracé obliquement (mais également parallèle à l'axe du bâtiment) qui permet l'écoulement de l'eau qui déborde du puits en période de trouble, la faisant s'écouler vers d'autres structures extérieures (puits ou baignoires).
Sur le territoire du centre-est de la Sardaigne, de nombreux puits sont réalisés avec des roches volcaniques provenant de carrières lointaines, comme dans le cas des puits d'Abini di Teti, Su Tempiesu et Lorana di Orune, Gremanu di Fonni et Nurdole di Orani. Dans le nord de la Sardaigne, prédominent les puits et les sources construits avec des blocs de tuf et de grès, comme les puits de Serra Niedda di Sorso, Predio Canopoli di Perfugas et Irru di Nulvi, mais aussi avec des éléments granitiques comme Su Trambuccone et Sa Testa di Olbia, Sos. Nurattolos d'Alà dei Sardi et Su Romanzesu de Bitti. Dans le sud de la Sardaigne, cependant, l'utilisation de schistes, tufs et grès prévaut comme le Cuccuru Nuraxi de Settimo San Pietro, dans les trois puits de Matzanni de Vallermosa, à Funtana Coperta de Ballao, à Is Piros de Villaputzu et dans les trois sources de Mont Nuxi d'Esterzili. Le puits sacré Is Cramoris à Escalaplano est un exemple unique d'utilisation du travertin.
La source Su Tempiesu d'Orune est considérée comme la référence architecturale du toit de l'atrium, tandis que les trois puits d' Is Pirois de Villaputzu, de Sa Testa d'Olbia et de Santa Anastasia de Sardara ainsi que celui avec l'escalier partiellement effondré en raison d'un Le glissement de terrain de Sa Brecca di Tertenia donne la référence architecturale à la chambre supérieure de couverture (et de drainage) du tholos du puits.
Ercole Contu, concernant lespuits de Santa Vittoria di Serri, émet l'hypothèse que « pour des raisons architecturales évidentes [la façade pignon de l'atrium] doit s'appuyer sur une tour de plus grande hauteur et non l'inverse » et propose une hauteur hors sol comprise entre environ 6 et 8 m en se basant sur éléments en pierre trouvés lors des fouilles, qui formeraient le cône de fermeture supérieur. Contu lui-même souligne que dans la reconstruction il a émis l'hypothèse qu'il s'est inspiré des bâtiments ruraux sardes appelés pinnettas qui reprendraient l'architecture nuragique classique de la couverture des bâtiments ronds, soit en paille avec une structure en bois, soit en forme de cône. avec une structure porteuse tholos.

## Datation
Selon Nicola Ialongo pour la Sardaigne, la chronologie suivante peut être utilisée :
- Âge du Bronze tardif, pour la période située entre 1350/1330 et 1200/1150 av. J.-C.
- Âge du Bronze final, pour la période située entre 1200/1150 et 960/900 av. J.-C.
- Première moitié du début de l'âge du fer, dans le cas de la période située entre 960/900 et 720 av. J.-C.

Seuls deux puits sacrés ont été datés avec une grande précision de l'âge du bronze tardif. Ils l'ont été sur la base d'une stratigraphie claire qui selon les scientifiques ne peut être associée à des établissements préexistants : Cuccuru Nuraxi de Settimo San Pietro et Cuccuru est Arrius de Cabras qui ont une maçonnerie partiellement isodomique.
Des datations similaires, mais considérées comme beaucoup plus incertaines, ont été proposées pour le Mont'e Nuxi d'Esterzili, Sa Breca de Tertenia et la Funtana Coberta de Ballao à maçonnerie polygonale. Pour les puits maçonnés isodomiques de dans le Santa Cristina di Serri., Nurdole d'Orani et Abini de Teti, une datation à l'âge du bronze final a été proposée. Mais concernant la majorité des autres puits et sources sacrés, les chercheurs pensent plutôt à période située entre l'âge du bronze final et le début de l'âge du fer.
La civilisation nuragique s'achève en général en Sardaigne entre 700 et 600 av. J.-C., ce qui se traduit par une adaptation de la culture matérielle au formalisme punique et romain. Mais ce changement de période archéologique ne met pas du tout fin aux traditions sardes : le culte de l'eau se perpétue pour rester bien vivant à l'époque paléochrétienne et aussi à l'époque byzantine, durant laquelle les rites se maintiennent, avec même l'érection de nouvelles églises situées à proximité ou au-dessus des sources et des puits sacrés.
Les archéologues du XXe siècle ont par la suite passé beaucoup de temps à chercher dans la maçonnerie isodomique des temples d'eau sacrée une référence à l'architecture grecque, étrusque, voire « punique, phénicienne ou cananéenne ». En identifiant des éléments étrangers, par exemple à Santa Vittoria une hache à deux têtes d'une certaine inspiration punique et un porte-torche chypriote, ils ont tenté de confirmer une habitude académique de l'époque de comparer les esthétiques impressions et en les lisant comme étant des origines égéennes ou en tout cas d'inspiration orientale. Ces chercheurs du XXe siècle ont ainsi conclu que ce type de construction ne pouvait pas être complètement sarde, mais animé par un « souffle grec ».
Ces théories des influences orientales du premier âge du fer, bâties autour de la transition du puits sacré de la maçonnerie polygonale de l'âge du Bronze moyen à la maçonnerie isodomique, ont été par la suite rendues caduques en raison de l'amélioration de la datation, dont les résultats ont permis de considérer les deux maçonneries comme des expressions du même catégorie nuragique homogène.

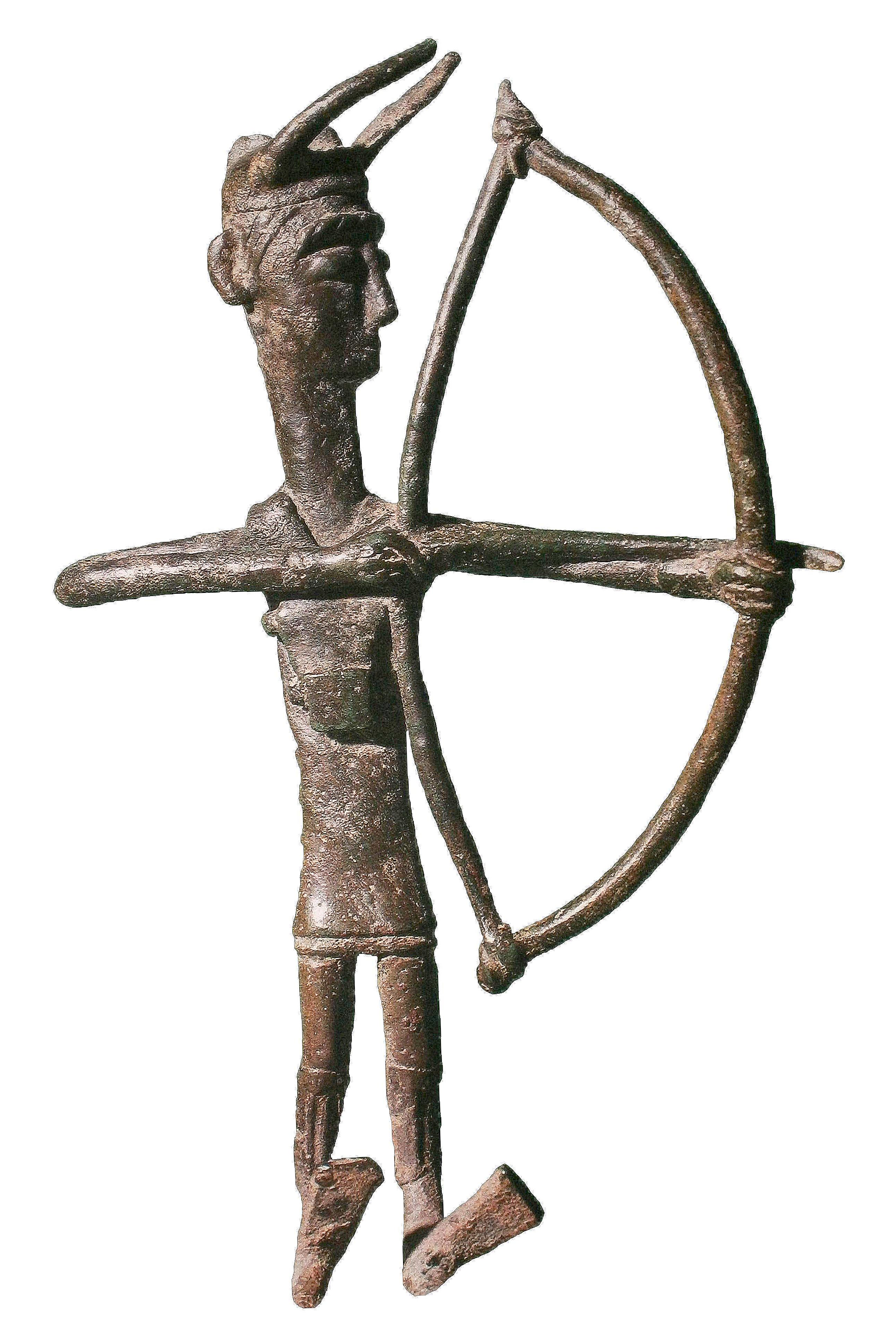
Statue en bronze, appelées bronzetti, représentant un archer du sanctuaire nuragique d'Abini di Teti

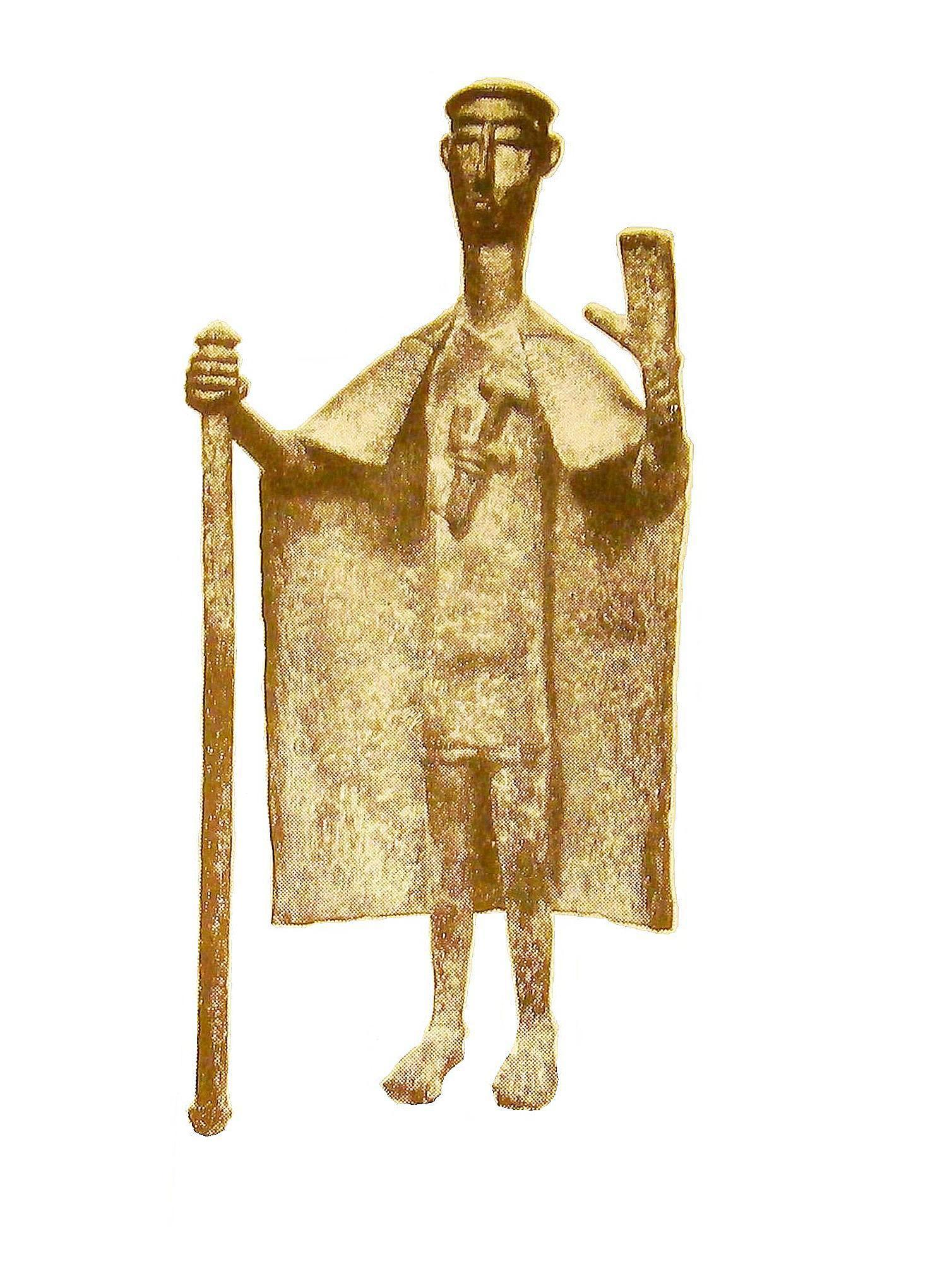
Bronze retrouvé à Santa Vittoria di Serri

Les premiers archéologues qui ont signalé les puits sacrés au milieu du XIXe siècle n'ont pas pu leur donner une signification claire, car ils ont d'emblée exclu la simple collecte d'eau en raison de leurs caractéristiques architecturales et pensé à une origine postérieure à la culture nuragique. Giovanni Spano comprit, pour sa part, qu'il s'agissait d'une œuvre de l'époque nuragique, mais il interpréta Santa Cristina di Serri comme une prison. C'est Alberto La Marmora dans son ouvrage intitulé Itinéraire qui, après avoir trouvé des pierres de forme conique avec des signes d'épissage pour soutenir des idoles en bronze, fut le premier archéologue connu à interpréter le puits d'Abini di Teti comme « un ancien temple des premiers colons sardes »
Dans les villages nuragiques il existe des puits cylindriques creusés profondément dans le sol et revêtus intérieurement de pierre. Leur construction témoigne d'une capacité technique considérable et d'importants investissements pour l'intérêt général de l'époque.
Seuls certains d'entre eux avaient fonction rituelle, attestée par la présence d'objets votifs.
Les puits sacrés diffèrent de ces autres puits par la présence de la chambre souterraine de tholos, de l'atrium au rez-de-chaussée de l'escalier à marches en maçonnerie donnant un passage vers la chambre souterraine, qui recueille l'eau de source et dans certains cas (comme à Funtana Coberta de Ballao et à Cuccuru'e Nuraxi de Settimo San Pietro) protège le fuselage du véritable puits creusé à une plus grande profondeur.
Des objets votifs comme les bronzetti ont été retrouvés dans la plupart des puits sacrés. Nombre d'entre eux sont également entourés d'une clôture ceinturant la zone sacrée. C'est le cas à Santa Cristina di Paulilatino, Santa Vittoria di Serri et Sa Testa di Olbia.

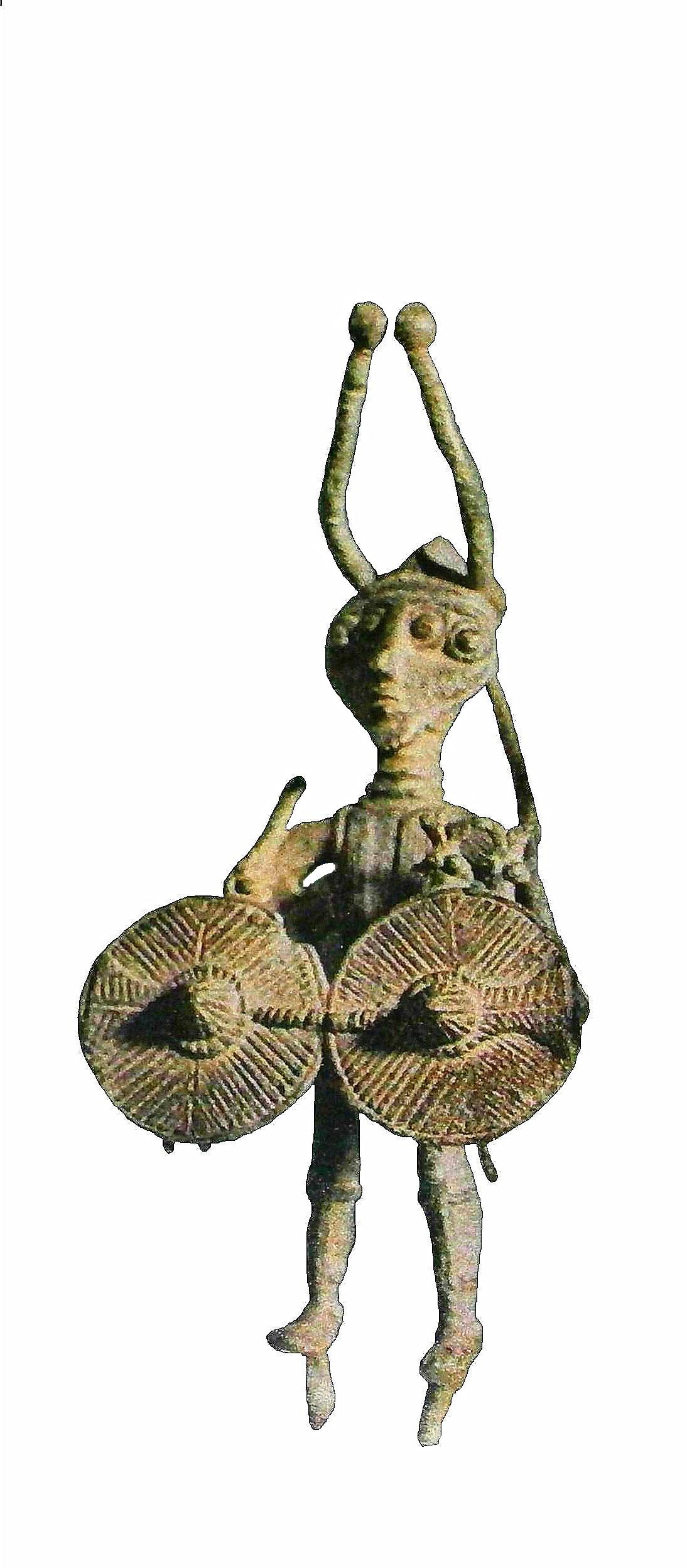
Statue en bronze dite « le démon » à quatre yeux et quatre bras provenant du sanctuaire nuragique d'Abini di Teti

Selon Lilliu, la religion nuragique était basée sur un culte de l'eau : l'eau de pluie, liée à l'agriculture, et l'eau des puits et des sources, où buvaient les bergers et les troupeaux. Les bergers constituaient le principal tissu social des populations nuragiques. La référence aurait donc pu être un dieu mâle, identifié par les cornes de taureau souvent représentées sur les puits sacrés, comme sur les sites archéologiques de Santa Anastasia de Sardara et Santa Vittoria de Serri. On évoque aussi une déesse mère qui aurait survécu dans le folklore sarde contemporain sous la forme de sa mamm' et vuntana (la mère de la fontaine), qui vit dans les puits, dont les mères parlent à leurs enfants pour qu'ils ne regardent pas eux-mêmes les puits, ou la prêtresse sorcière Orgia ou Urxia, qui dans la légende a protégé le trésor conservé dans le temple du mégaron Domu 'e Orgia d'Esterlizi, auquel il donne son nom. Selon les travaux de Lilliu, les deux divinités pourraient même constituer un couple femme-taureau dans le panthéon nuragique.
Des fouilles au fond des temples d'eau sacrée et à proximité ont exhumé d'innombrables ex-voto laissés par les fidèles sous forme de figurines en bronze, créations artistiques de la civilisation nuragique conservées dans les musées sardes et du monde entier.
Dans les lieux sacrés comme les grands sanctuaires nuragiques, des intérêts économiques et politiques complétaient l'aspect religieux. En plus des temples, le sanctuaire incluait des bâtiments utilisés comme maisons par les prêtres et d'autres pour accueillir les pèlerins. Des salles de stockage accueillaient les ex-voto, apportés par les pèlerins. Ces bâtiments ont livré les statues en bronze les plus prestigieuses de la civilisation nuragique et servi de coffre-fort au sanctuaire, avec des métaux non rituels (haches de formes et de tailles diverses et lingots de cuivre en peau de bœuf ) prêts à être fondus, ainsi que des débris de cuivre et de bronze destinés à une refonte ultérieure d'une valeur économique importante, mais sans usage cultuel.
Plusieurs puits sacrés sont intégrés dans des sanctuaires intégrés à de véritables villages nuragiques : Santa Vittoria di Serri, Predio Canopoli di Perfugas, Santa Cristina di Paulilatino et Sant'Anastasia di Sardara. Ces villages avaient des structures destinées à l' accueil des pèlerins comme dans le cas de l' enceinte festive de Santa Vittoria di Serri.
La pratica dell'ordalia e della cura delle infermità (sanatio) nelle fonti e nei pozzi sacri della Sardegna, confermata dalla presenza degli ex voto, è menzionata da Gaio Giulio Solino, il quale, nel III secolo d.C., riferisce che «Sorgenti, calde e salubri e pozzi, in molti luoghi, offrono una cura per le ossa rotte, per dissipare il veleno iniettato dai solifugi e anche per curare le malattie degli occhi. Ma ciò che cura gli occhi è anche potente per scoprire i ladri. Perché chiunque nega un furto con un giuramento, e si lava gli occhi con queste acque, se non è spergiuro, vede più chiaramente, ma se nega falsamente la perfidia, il suo crimine viene rivelato dalla cecità e prigioniero dei suoi occhi, è spinto a confessare.»
D'autres supposent que les rites périodiquement célébrés dans les temples d'eau sacrée étaient liés à la fertilité de la Déesse Mère terrestre, invoquant également l'intercession de la Lune considérée comme la Déesse Mère céleste ; tandis que pour l'historien des religions Raffaele Pettazzoni, l'architecture particulière des puits sacrés était dédiée à la divinité de Sardus Pater, qu'il considérait comme le dieu suprême et le père de la lignée nuragique.

## Ronds-points

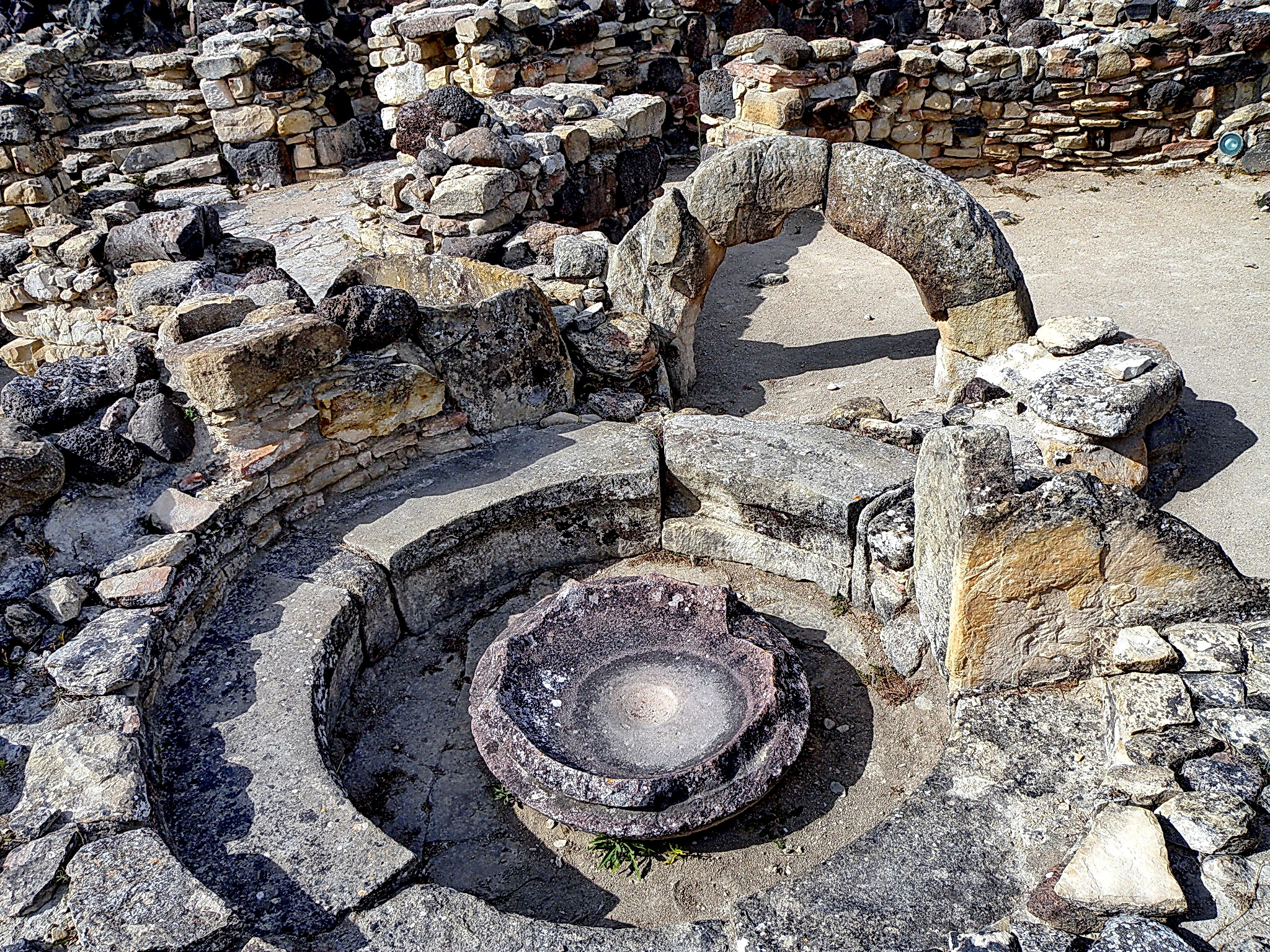
Rotonde avec bassin de culte dans le complexe nuragique Su Nuraxi de Barumini

Les rotondes sont connues dans certaines insulae (groupements de cabanes autour d'une cour centrale) du village nuragique de Su Nuraxi di Barumini, mais aussi dans d'autres complexes nuragiques sardes. Le plus célèbre est probablement celui de l' ensemble nuragique Sa Sedda 'e Sos Carros d'Oliena, d'un diamètre de seulement 2,5 m et qui contient une rangée de hauts-reliefs représentant des têtes de bélier, à l'embouchure de laquelle est relié un canal créé dans l'épaisseur du mur qui apportait probablement l'eau et permettait la pratique de cultes liés à l'eau elle-même. La rotonde faisant partie d' ' insula, on pensait que le culte pouvait être de type domestique ou familial et non public. Cependant, la découverte d'un autre rond-point de dimensions beaucoup plus grandes en 2004 (environ 6 m de diamètre) a permis aux chercheurs de proposer également une utilisation des ronds-points pour des cultes liés aux besoins communautaires avec une valeur politique et représentative.

## Puits sacrés de type nuragique dans le monde
Seuls trois autres exemples de puits sacrés attribuables au style nuragique sont documentés dans le monde.

### Puits sacré de Gărlo

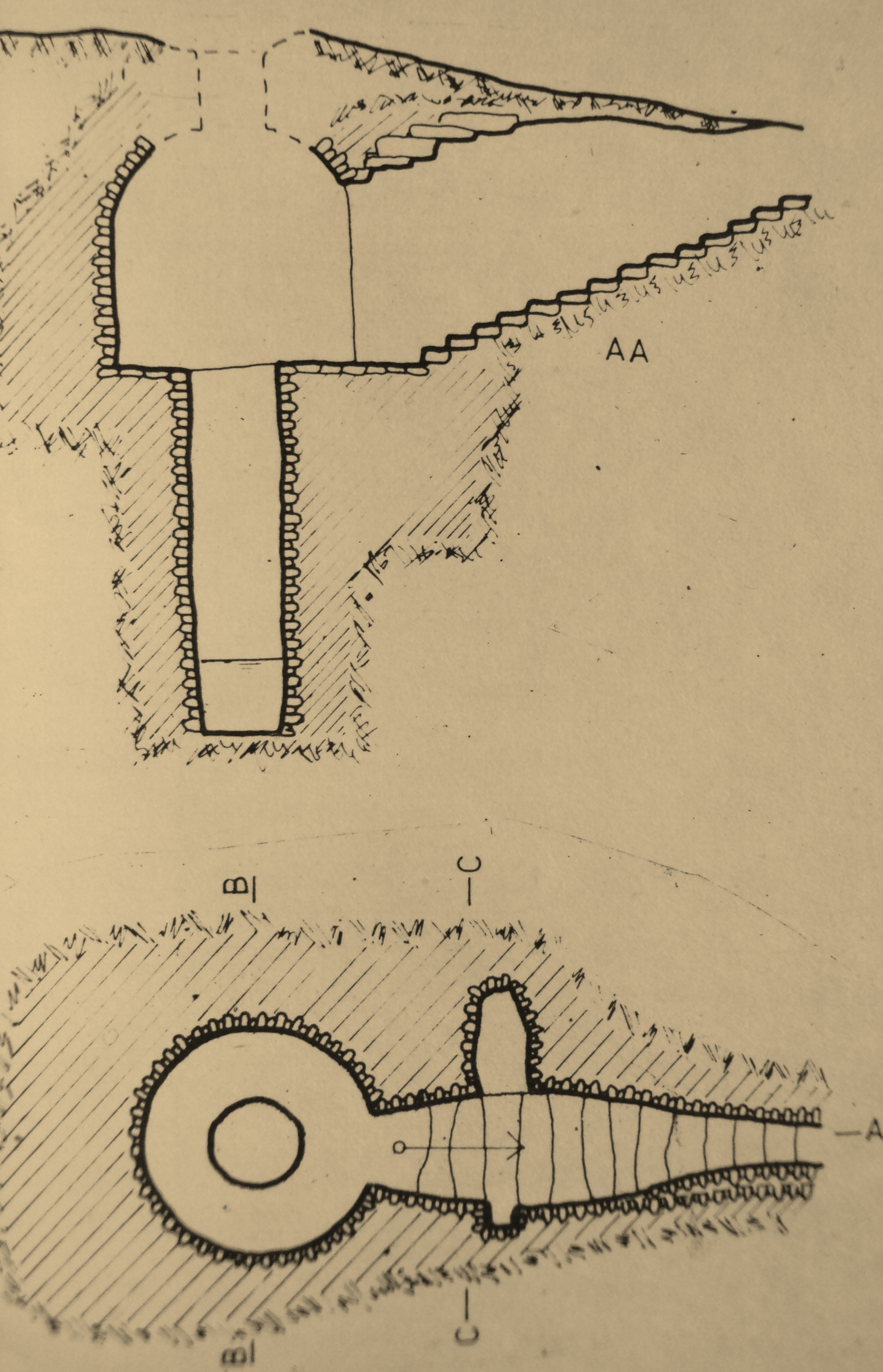
Coupe et plan du puits Gărlo

Il est situé en Bulgarie près du village de Gărlo et a une structure similaire au puits sacré Funtana Coberta de Ballao, mais est placé sur une pente plutôt que sur plat comme les puits sacrés sardes. Elle n'a pas de vestibule, mais possède un escalier d'accès et une grande chambre souterraine, au centre de laquelle s'ouvre le puits proprement dit, qui descend environ 5 m sous le sol de la chambre pour capter l'eau de source. Il existe un désaccord entre les savants quant à sa datation : elle est communément attribuée à l'âge du bronze, même si la chambre possède une voûte trop fortement arrondie pour être aussi ancienne (voir figure de côté).
En raison du manque de documentation, il est également difficile d'établir d'éventuels liens culturels et historiques avec les puits sacrés sardes autres qu'une certaine similitude structurelle. Conev et Kolev émettent l'hypothèse qu'elle aurait pu servir aux anciens Thraces pour les rituels de l'avènement de la nouvelle année lors du solstice d'hiver associés aux rites cultuels de l'eau sacrée pour le début du nouveau cycle annuel de vie.

### Puits Hattuša

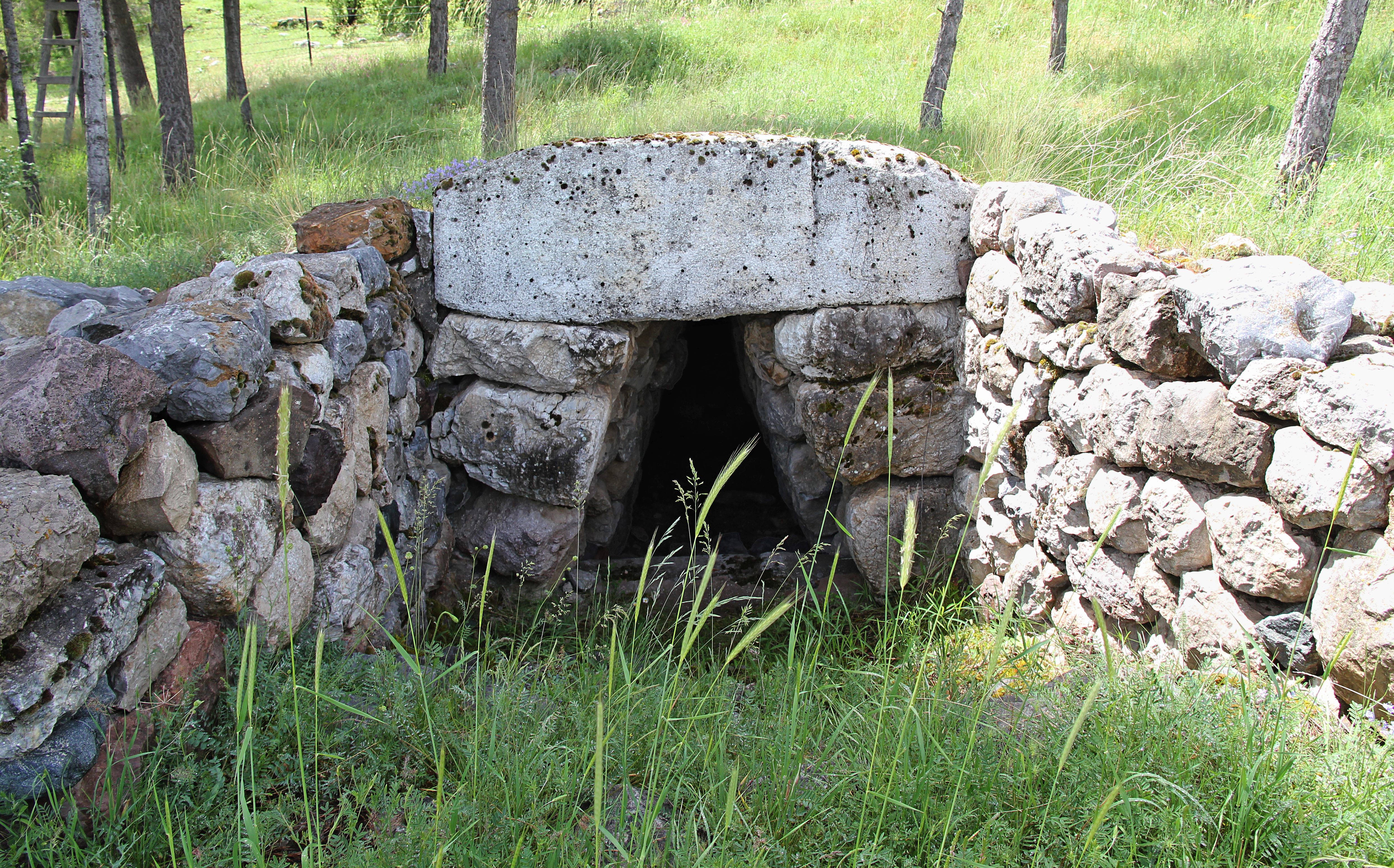
Puits sacré de Ḫattuša - vestibule et entrée, dominés par l'architrave monolithique (l'escalier n'est pas visible à cause de la végétation)

Dans l'ancienne capitale hittite Ḫattuša, près de l'actuelle ville turque de Boğazkale, de nombreux ouvrages hydrauliques assuraient l'approvisionnement et l'évacuation de l'eau, notamment des réservoirs d'accumulation et un puits avec une chambre souterraine. Bien que la forme soit carrée, à la différence des temples à puits sardes, elle rappelle les puits sacrés nuragiques, avec un vestibule sans sièges et un escalier menant à la source souterraine contenue dans une chambre souterraine. Certaines sources sacrées nuragiques ont cependant des chambres de forme presque carrée, avec un portail d'entrée de la chambre, trapézoïdale, surmonté d'une épaisse architrave. Les cinq premières marches de l'escalier sont extérieures au portail.
Le puits est situé dans la ville basse, du côté sud-ouest du temple. L'architrave est ornée d'un relief représentant une figure humaine, dotée d'un chapeau rond, de boucles d'oreilles, avec une main levée devant la tête dans un geste de prière. Ce personnage est probablement le Grand Roi : devant lui sont encore visibles les restes d'un autre personnage, peut-être un dieu auquel le Grand Roi adressait un geste d'adoration.
Dans les cultes hittites, l'eau était considérée comme un élément de purification et utilisée pour les rites lustraux. Les textes hittites révèlent le caractère sacré des eaux à travers des cultes attribués aux sources et aux rivières, avec des lieux utilisés pour la divination. L'épreuve, prévue par la loi hittite, était désignée par l'expression « aller au fleuve ».

### Puits de Kertch
Il est situé dans la zone archéologique de l'ancienne ville de Panticapée, près de l'actuelle ville de Kertch en Crimée et semble beaucoup plus récent que les puits sacrés sardes puisqu'il remonte au Ve-IVe siècle av. J.-C..

## Archéoastronomie

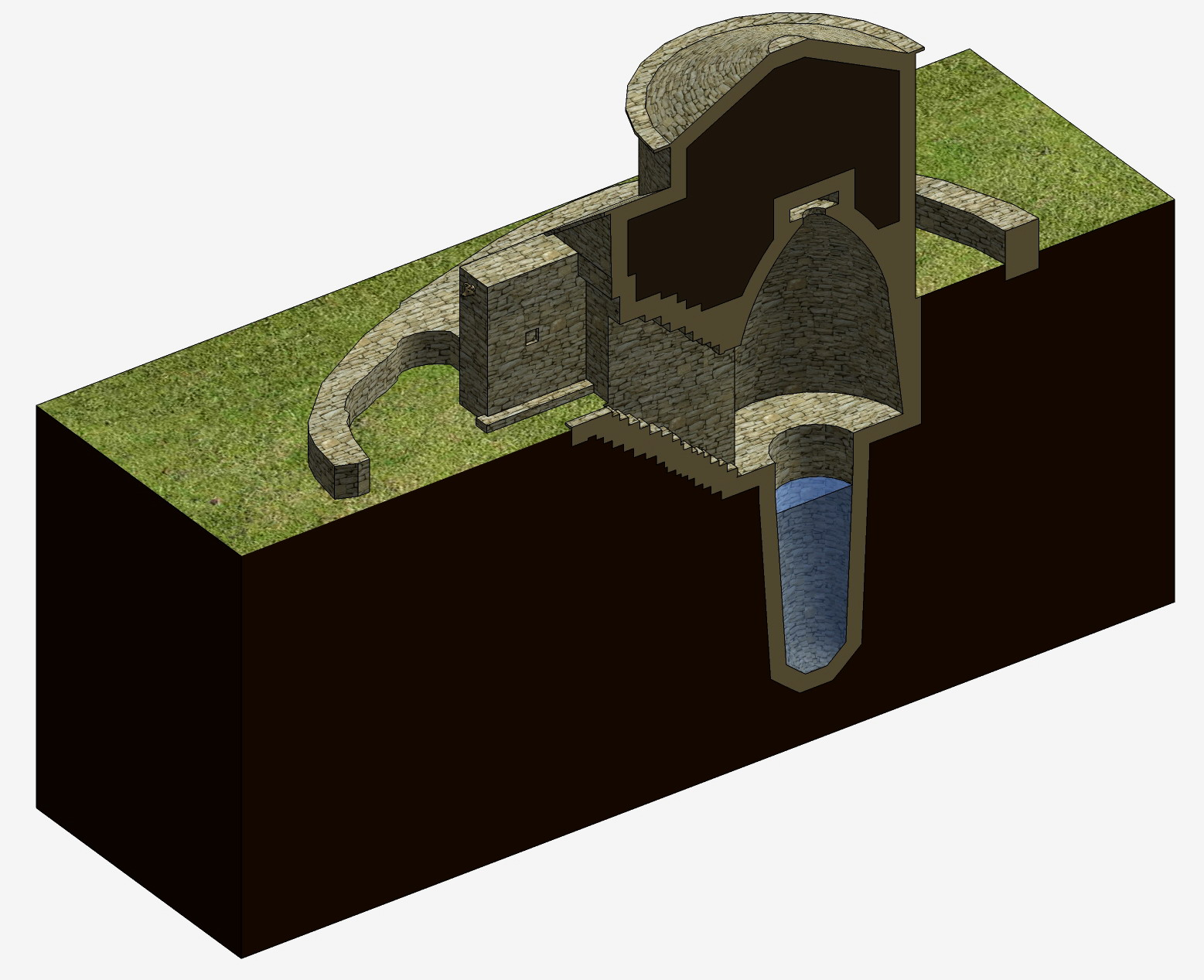
Hypothèse reconstructive du puits sacré Funtana Coberta de Ballao

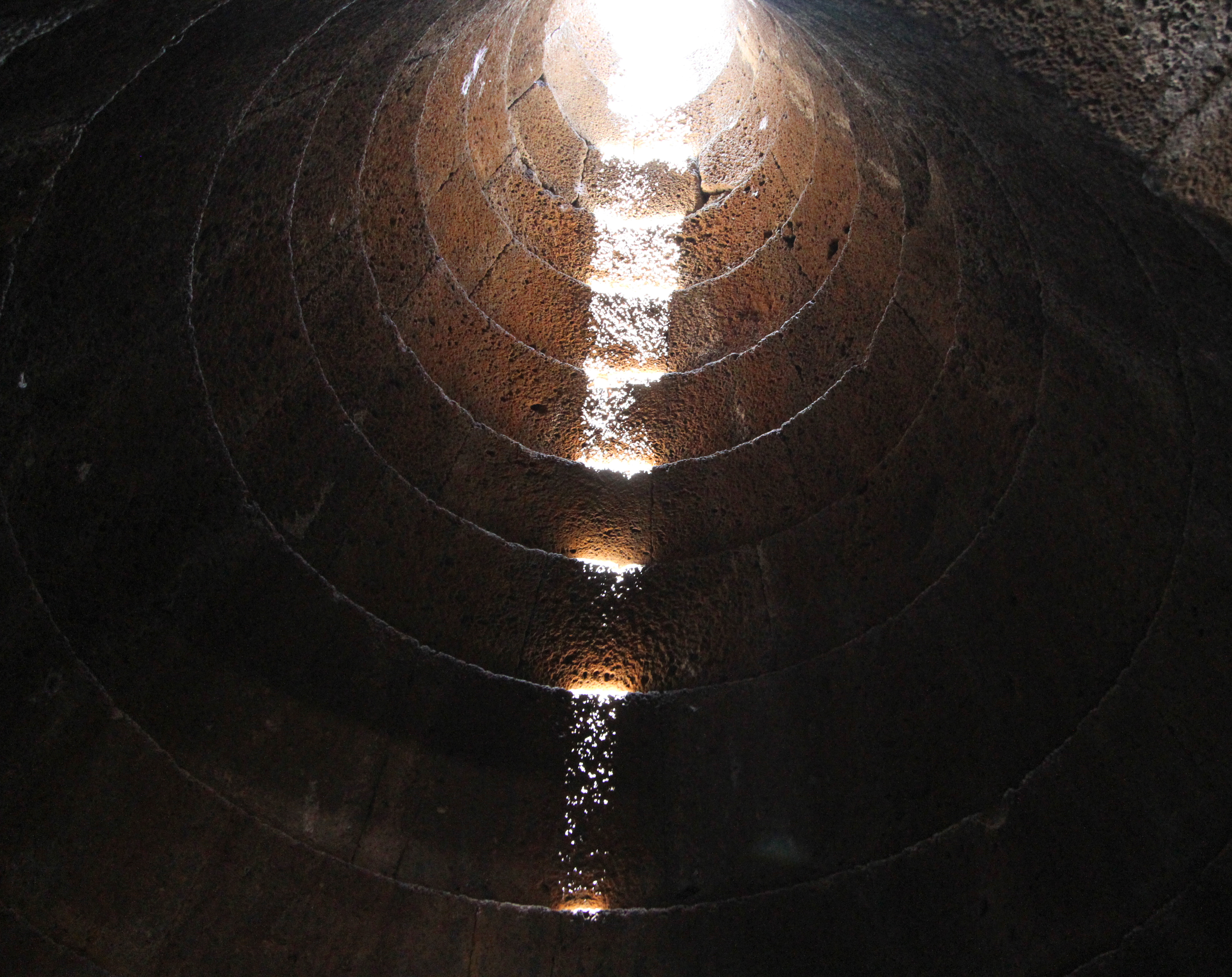
Effet du soleil pénétrant l'oculus dans le puits de Santa Cristina

Selon certains spécialistes de l'archéoastronomie, les puits sacrés auraient pu être des observatoires lunaires et solaires. En particulier, le puits sacré de Santa Cristina, qui selon Lebeuf, aurait été un observatoire astronomique « parmi les plus parfaits de l'Antiquité » : la lune, en effet, se reflète tous les 18,16 ans sur l'eau au fond du puits, à travers l'oculus (trou supérieur) du tholos, à l'occasion de sa déclinaison maximale dans son cycle mensuel. La conformation particulière de la mutation isodomique du puits Santa Cristina avec la rangée supérieure légèrement en retrait de celle inférieure permettrait une mesure, définie par les reflets de la lumière de la lune en fonction de la position de l'étoile. Tout cela serait la preuve de la profonde connaissance astronomique des peuples nuragiques.
Les observations du soleil font également partie d'éventuels cultes nuragiques, notamment à travers l'escalier d'accès au puits mis en valeur par Juvanec pour le puits de Santa Anastasia de Sardara.
L'effet combiné du soleil à travers l'oculus du tholos et les marches de l'échelle aurait constitué l'élément distinctif de ce puits sacré. Juvanec lui-même souligne que les escaliers d'accès aux différents puits examinés ont des orientations différentes (seule Santa Anastasia est orientée vers le sud) qui pourraient éclipser la théorie de l'observatoire solaire. D'autres puits sacrés ont des escaliers d'accès direct dans les quadrants sud-ouest et sud-est, mais jamais parfaitement au sud.
Les archéologues ont écarté la thèse d'observatoires lunaires ou solaires, car la fausse coupole et le vestibule des puits sacrés avaient des structures élevées équipées de toits, à des hauteurs élevées qui auraient fermé l'accès aux rayons solaires et lunaires. Selon Moravetti par exemple, le puits de Santa Cristina était équipé d'une structure surélevée qui excluait une éventuelle utilisation astronomique. Le puits Is Pirois de Villaputzu, qui présente une structure qui surplombe le tholos du puits, est également recouvert par un tholos, en partie détruit, où le trou supérieur du fond du tholos est ouvert.

## Sites importants de Sardaigne

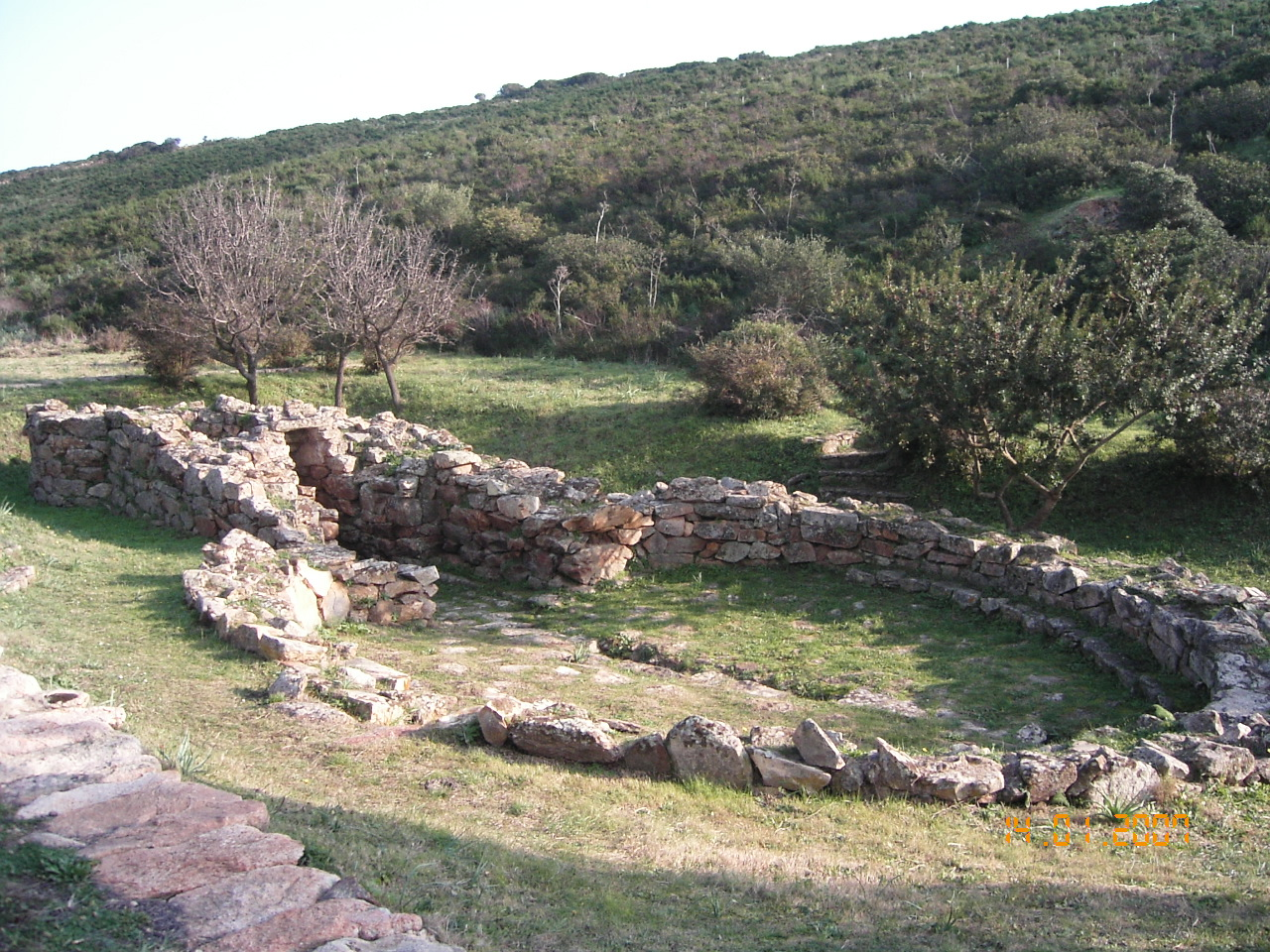
Le puits sacré de Sa Testa

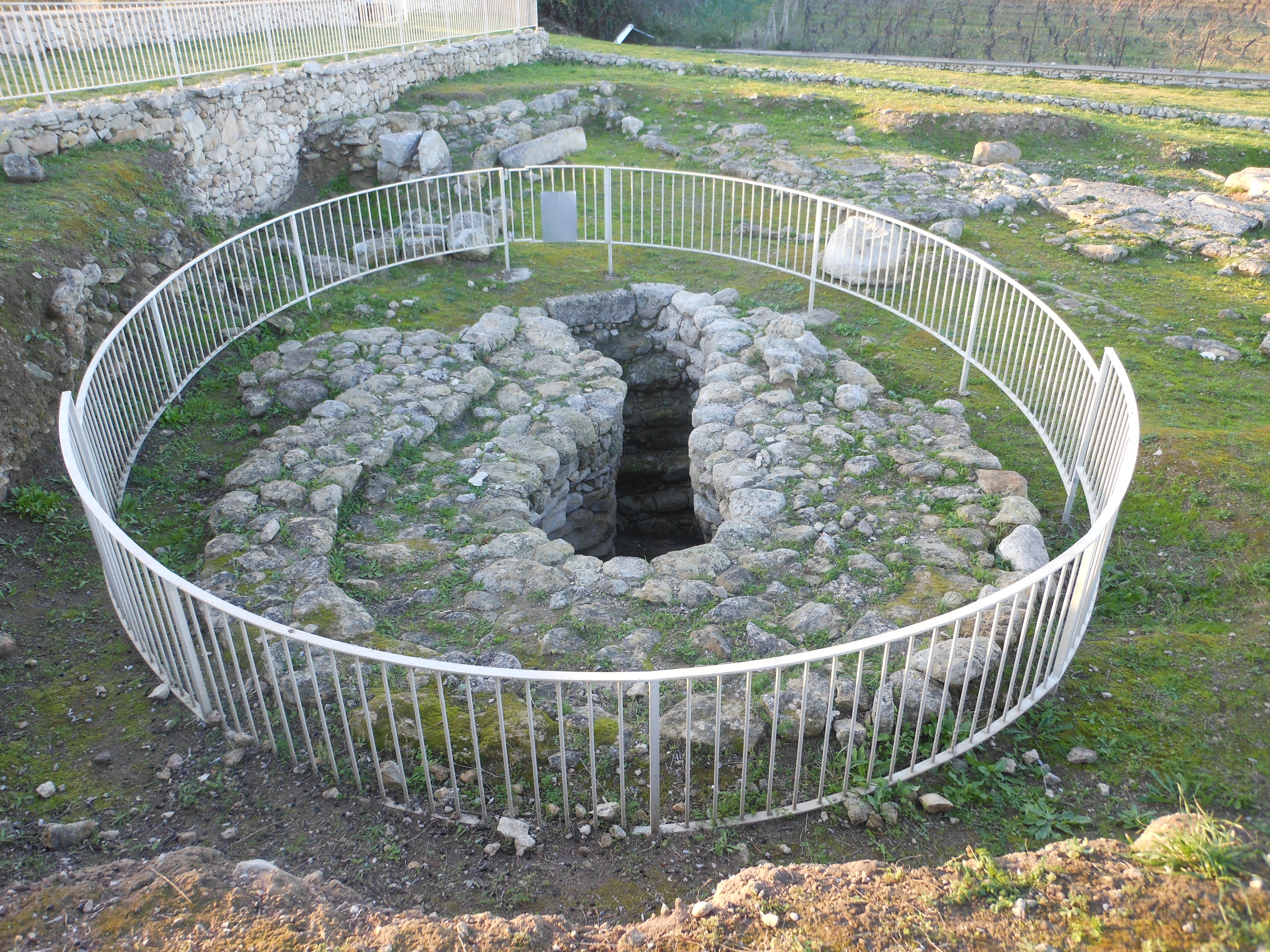
Le puits sacré de Serra Niedda

### Pozzi sacri
- Pozzo sacro di Abini a Teti
- Pozzo sacro di Calagostea a Bonorva
- Pozzo sacro di Cantaru Addes a Bonorva
- Pozzo sacro di Coni (o Santu Milanu) a Nuragus
- Pozzo sacro di Cuccuru is Arrius a Cabras
- Pozzo sacro di Cuccuru Mudeju a Nughedu San Nicolò
- Pozzo sacro di Cuccuru Nuraxi a Settimo San Pietro
- Pozzo sacro di Forraxi Nioi a Nuragus
- Pozzo sacro di Frades Mereos a Ploaghe
- Pozzo sacro di Funtana Coberta a Ballao
- Pozzo sacro di Funtana Sansa a Bonorva
- Pozzo sacro di Gonone a Dorgali
- Pozzo sacro di Grutt'Acqua a Sant'Antioco
- Pozzo sacro di Gutturu Caddi a Guasila
- Pozzo sacro di Irru a Nulvi
- Pozzo sacro di Is Cramoris a Escalaplano
- Pozzo sacro di Is Murdegus a Nurri
- Pozzo sacro Is Pirois a Villaputzu
- Pozzo sacro di Is Trigas a Guspini
- Pozzo sacro di Korona Arrubia a Guasila
- Pozzi sacri di Matzanni a Vallermosa
- Pozzo sacro di Milis a Golfo Aranci
- Pozzo sacro di Monte Carru à Alghero
- Pozzo sacro del Santuario nuragico di monte Sant'Antonio a Siligo
- Pozzo sacro di Musuleu a San Nicolò Gerrei
- Pozzo sacro di Nieddiu a Nurallao
- Pozzo sacro di Noddule a Nuoro
- Pozzo sacro di Padente a Lanusei
- Pozzo sacro di Pauli Atzuvai a Mogoro
- Pozzo sacro di Pedru Cossu a Domusnovas
- Pozzo sacro di Perdu Isu a Gairo
- Pozzo sacro di Predio Canopoli a Perfugas
- Pozzo sacro di S’Abba Druche a Bosa
- Pozzo sacro di Sa Brecca a Tertenia
- Pozzo sacro di Sa Cherchizza a Siligo
- Pozzo sacro di Sa Linnarta (o Osana) a Orosei
- Pozzo sacro di Sa Mitza de Nieddinu a Guspini
- Pozzo sacro di Sa Testa a Olbia
- Pozzo sacro di San Salvatore a Cabras
- Pozzo sacro di Sant'Anastasia a Sardara
- Pozzo sacro di Santa Cristina a Paulilatino
- Pozzo sacro di Santa Vittoria a Serri
- Pozzo sacro di Santi Iacci a San Nicolò Gerrei
- Pozzo sacro di Santu Sarbadori a Gonnosnò
- Pozzo sacro di Serra Niedda a Sorso
- Pozzo sacro di Sos Nurattolos ad Alà dei Sardi
- Pozzo sacro di Su Posidu ad Alà dei Sardi
- Pozzo sacro di Su Presoni a Cardedu
- Pozzo sacro di Su Putzu a Orroli
- Pozzo sacro Su Romanzesu a Bitti
- Pozzo sacro di Su Trambuccone a Olbia
- Pozzo sacro di Tattinu a Nuxis

### Fonti sacre
- Fonte sacra di Funtana 'e Baule a Ittireddu
- Fonti sacre di Gremanu a Fonni con annesso acquedotto nuragico[27].
- Fonte sacra di Li Paladini a Calangianus
- Fonte sacra di Mitza Pidighi a Solarussa
- Fonte sacra di Niedda a Perfugas
- Fonte sacra di Noddule a Nuoro
- Fonte sacra di Puntanarcu a Sedilo
- Fonte sacra di Sa Niera a Pattada
- Fonte sacra di Sa Sedda 'e sos Carros a Oliena
- Fonte sacra di Sos Nurattolos ad Alà dei Sardi
- Fonte sacra di Su Lumarzu a Bonorva
- Fonte sacra di Su Tempiesu a Orune